# Historia Liechtensteinu
Księstwo Liechtensteinu (niem. Fürstentum Liechtenstein) powstało 23 stycznia 1719 r. z majątków Vaduz i Schellenberg zakupionych przez austriacko-czeski ród Liechtensteinów w 1699 i 1712 r., który panuje w państwie do dziś. Suwerenność księstwa została zatwierdzona w 1806 r., kiedy zostało ono przyłączone do Związku Reńskiego, a następnie w 1815 r. kiedy po kongresie wiedeńskim stało się częścią Związku Niemieckiego. W XIX wieku Liechtenstein pozostawał pod dominującym wpływem Austrii. W 1862 r. została wprowadzona pierwsza konstytucja księstwa. Od czasów wojny austriacko-pruskiej księstwo prowadzi politykę neutralności i pozostawało państwem neutralnym podczas obu wojen światowych. Na początku XX w. doszło do przemian politycznych, w wyniku których nastąpiła demokratyzacja ustroju, wprowadzono drugą konstytucję oraz rozwiązano unię celną z Austrią, a podpisano ze Szwajcarią. Od tamtej pory księstwo pozostaje pod dominującym wpływem Szwajcarii. Po II wojnie światowej państwo objęły przemiany gospodarcze, w wyniku których w XXI w. Liechtenstein stał się jednym z najbogatszych państw świata.

## Czasy przed powstaniem księstwa (do 1719 r.)

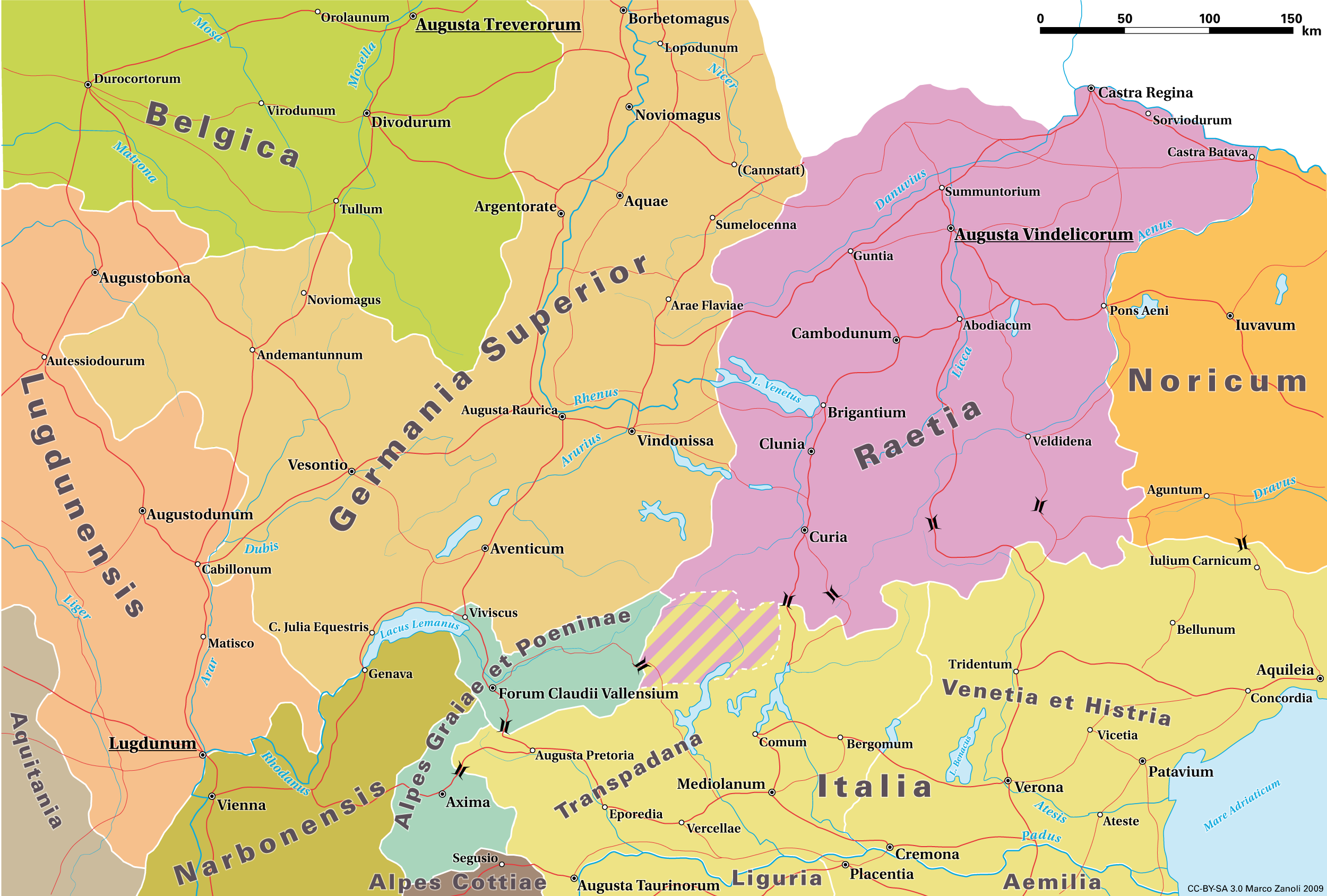
Recja i sąsiednie prowincje Cesarstwa Rzymskiego (150 r. n.e.). Na mapie widoczna droga z Mediolanu do Bregencji, biegnąca doliną Renu także przez tereny dzisiejszego Liechtensteinu.

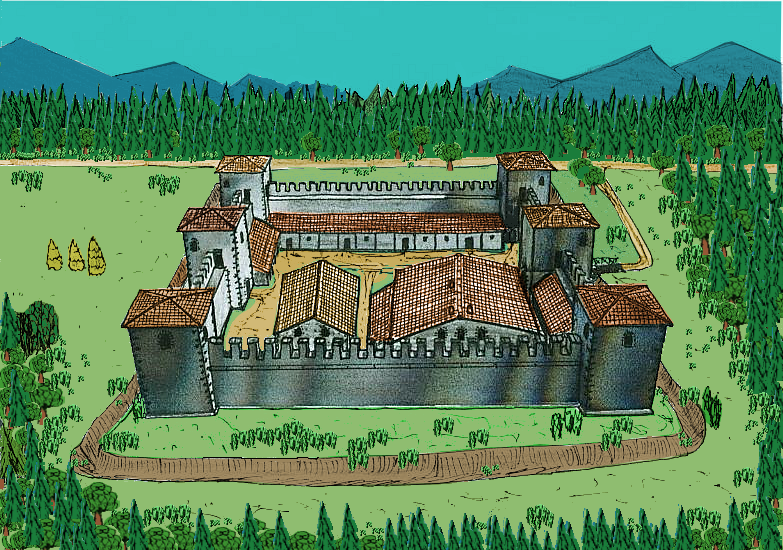
Rekonstrukcja rzymskiego kasztelu w Schaan wybudowanego prawdopodobnie do obrony przed najazdami Alamanów. (IV w. n.e.)

### Prehistoria i czasy Cesarstwa Rzymskiego
Tereny współczesnego Liechtensteinu zamieszkiwane były już w neolicie. Najstarsze ślady osad ludzkich datowane na ok. 4500-4700 r. p.n.e., odnaleziono na wzgórzach Eschnerberg i Gutenberg wyróżniających się z często zalewanego, płaskiego dna doliny Renu. Obszary te zamieszkiwali Celtowie, o czym świadczyć mogą między innymi nazwy miejscowości o pochodzeniu celtyckim (np. Eschen i Bendern). Byli oni stopniowo wypierani przez ludy pochodzenia etruskiego przybywające z południowego wschodu, a doliny w środkowych Alpach zasiedlali Retowie.
W 15 r. p.n.e. Druzus Starszy i Tyberiusz poprowadzili zwycięską kampanię przeciwko plemieniu Retów, a ziemie przez nich zamieszkiwane zostały wcielone do Cesarstwa Rzymskiego. Utworzono tutaj prowincję Raetia. Ludność retycka na przestrzeni wieków uległa romanizacji, a jej potomkami mają być współcześni Retoromanowie, żyjący m.in. w Szwajcarii, posługujący się językami retoromańskimi. W alpejskiej dolinie Renu rozwijał się handel, sprowadzano m.in. rzymską ceramikę, wino, olej, ryby i przyprawy. Na terenie dzisiejszego Liechtensteinu znaleziono pozostałości rzymskich dróg, ale również ślady stałego osadnictwa (w okolicy Nendeln odkryto willę rzymską). Od drugiej połowy III w. n.e. rozpoczęły się najazdy plemion germańskich z północy, a na terenie współczesnego księstwa znaleziono ślady przemarszu wojsk i dróg wojskowych. Aby odeprzeć najazdy utworzono sieć fortyfikacji w Recji, w ramach której w IV w. n.e. powstał kasztel rzymski, po którym ślady odnaleziono w Schaan. Alpejskie doliny coraz liczniej zaczął zasiedlać germański lud Alemanów. W V w. Recja została podbita przez Germanów, a następnie włączona do Królestwa Ostrogotów, z którego po śmierci króla Teodoryka Wielkiego trafiła do Państwa Franków.

#### Chrystianizacja
Chrystianizacja terenów dzisiejszego księstwa miała miejsce ok. IV-V w. n.e., a jednym z pierwszych misjonarzy szerzących wiarę w Recji miał być św. Lucjusz z Chur. Ziemie te od początku podlegały biskupstwu w niedalekim Chur, a pierwsza świątynia chrześcijańska na terenie współczesnego Liechtensteinu znajdowała się najprawdopodobniej w miejscu, gdzie dziś stoi kaplicy św. Piotra w mieście Schaan, na co wskazują wykopaliska archeologiczne. Do początków IX w. obszar biskupstwa był zarządzany w dużej mierze niezależnie przez biskupów z Chur.

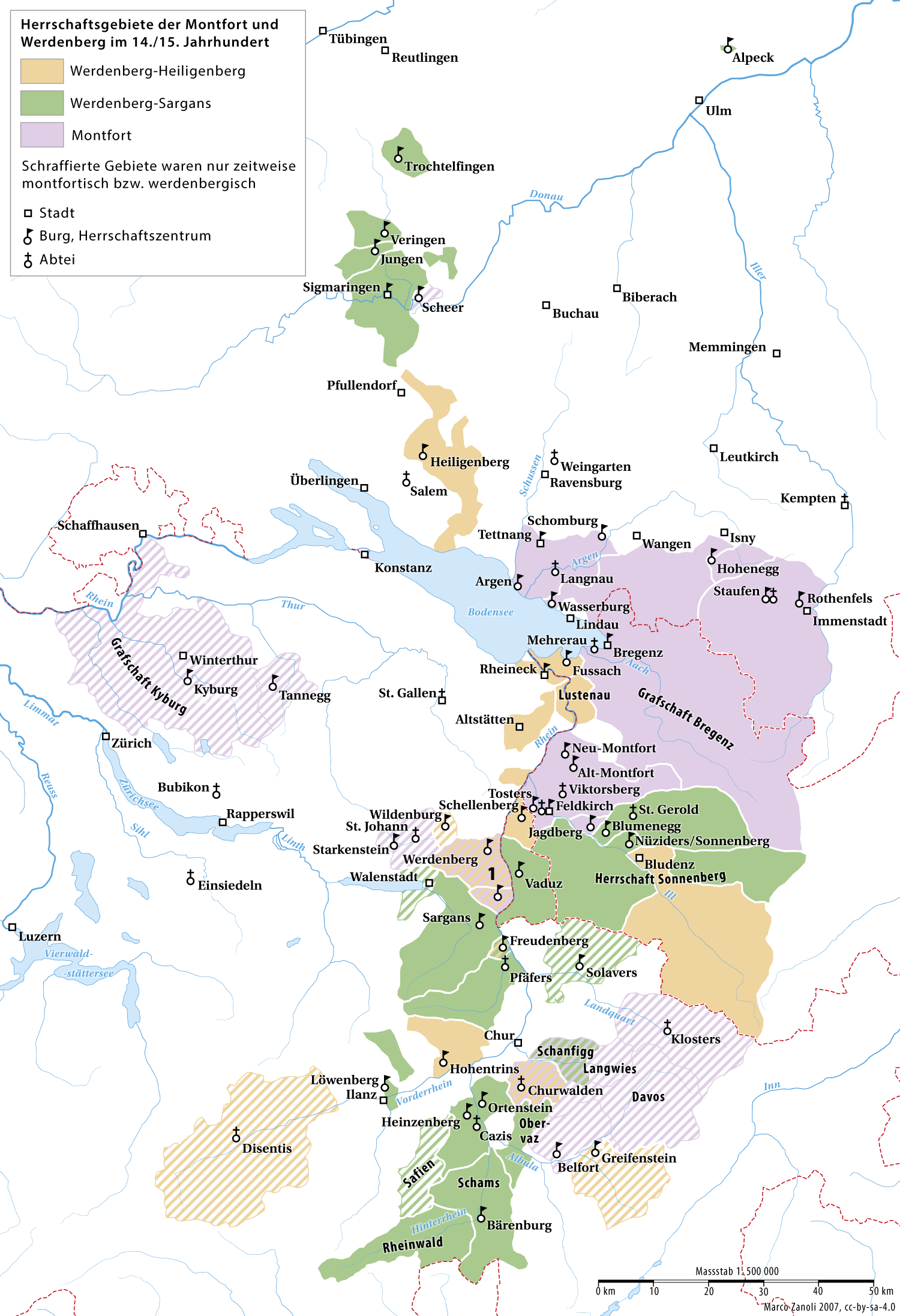
Posiadłości rodu Werdenberg. Widoczne hrabstwa Vaduz w posiadaniu linii Sargans i Schellenberg w posiadaniu linii Heiligenberg.

### Średniowiecze
Po podziale Państwa Franków w 843 r. (traktat w Verdun) Recja trafiła pod panowanie Ludwika II Niemieckiego. W 919 roku ziemie te trafiły do hrabiów Bregencji, wywodzących się od Gerolda I i zostały włączone do Księstwa Szwabii, które w 962 r. stało się częścią Świętego Cesarstwa Rzymskiego.

#### Powstanie hrabstwa Vaduz
Tereny dzisiejszego Liechtensteinu znalazły się w Dolnej Recji, która po śmierci ostatniego z hrabiów Bregencji w 1150 r. trafił do jego zięcia – Hugona von Tübingen, po którego śmierci majątek został podzielony pomiędzy jego synów, którzy dali początek dwóm liniom rodowym – Werdenberg i Montfort, a kolejne podziały spadkowe w rodzie Werdenberg doprowadziły do wykształcenia się dwóch głównych linii – Werdenberg-Sargans i Werdenberg-Heiligenberg. Terenami dzisiejszego południowego Liechtensteinu zarządzali hrabiowie z linii Werdenberg-Sargans, a częścią północną hrabiowie Werdenberg-Heiligenberg, którzy w 1317 r. odkupili od rodu Schellenberg ziemie wokół wzgórza Eschnerberg i w późniejszych latach utworzyli na tym terenie hrabstwo Schellenberg (niem. Herrschaft Schellenberg). Na przełomie XIII i XIV wieku hrabiowie Werdenberg wybudowali zamek w Vaduz, o którym pierwsza wzmianka pochodzi z roku 1322. Po kolejnym podziale spadkowym zamek Vaduz trafił do hrabiego Hartmanna, który w 1342 r. stworzył hrabstwo Vaduz (niem. Grafschaft Vaduz). W 1396 r. cesarz Wacław IV potwierdził niezależność feudalną hrabstwa nadając mu tzw. bezpośrednią cesarską. Niektórzy historycy uznają datę założenia hrabstwa Vaduz, jako początek państwowości liechtensteińskiej, ponieważ wtedy obszar w tych granicach po raz pierwszy osiągnął suwerenność. Nie można jednak z pewnością mówić o założeniu Liechtensteinu w XIV w., ponieważ Księstwo Liechtenstein należy łączyć bezpośrednio z dynastią Liechtensteinów, która na tereny hrabstw Vaduz i Schellenberg trafiła niespełna 400 lat później. Ostatnim hrabim Vaduz z rodu był biskup z Chur Hartmann II, który przepisał swój majątek na przyrodnich braci z rodu Brandis w 1416 r., do których w 1437 r. trafiło również hrabstwo Schellenberg.

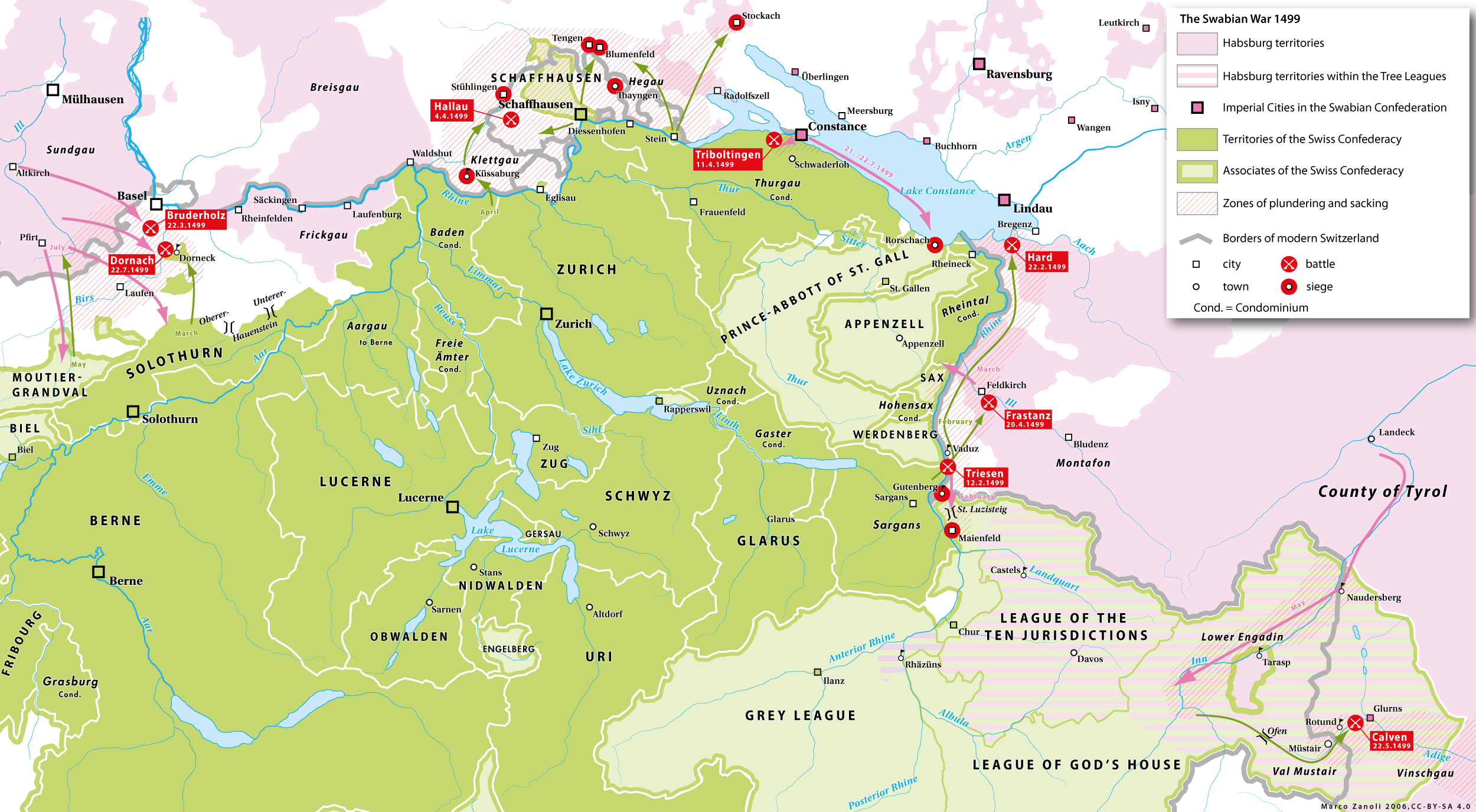
Mapa przebiegu wojny szwabskiej (1499 r.). Widoczne działania wojenne na terenie dzisiejszego Liechtensteinu, m.in. bitwa pod Triesen.

Na przełomie XIII i XIV wieku na tereny dzisiejszego księstwa przybyli Walserowie – lud alemański pochodzący z doliny Rodanu w Valais, w Szwajcarii. Byli oni kolonistami, którzy rozprzestrzenili się po terenie Alp Środkowych. Najprawdopodobniej założyli oni Triesenberg, gdzie do dziś ślady ich kultury pozostają widoczne np. w postaci charakterystycznej gwary walserskiej, którą posługują się dziś już bardzo nieliczni mieszkańcy okolicy.

#### Panowanie hrabiów Brandis
W późnym średniowieczu swoje wpływy poszerzały dynastia Habsburgów na wschód od Renu i Konfederacja Szwajcarska na zachód. W XV wieku doszło do serii konfliktów zbrojny nazywanych wojnami szwajcarsko-habsburskimi, w których areną walk były m.in. tereny zarządzane przez hrabiów Brandis. Obszary dzisiejszego Liechtensteinu były wielokrotnie grabione i niszczone zarówno, a najbardziej ucierpiały podczas ostatniej z wojen – tzw. wojny szwabskiej, w której z Habsburgami sprzymierzył się Związek Szwabski. Hrabiowie Brandis byli poddanymi Habsburgów i stali w wojnie po stronie austriackiej. Pierwsze starcia tej wojny miały miejsce w Balzers i Maienfeld, czyli posiadłościach należących do rodu Brandis. Szwajcarzy przekroczyli Ren 6 lutego 1499 r. i spalili kilka domów w Balzers. W odwecie następnego dnia siły szwabskie stacjonujące na zamku Gutenberg w Balzers zajęły szwajcarski garnizon Maienfeld, który jednak jeszcze tego samego został odbity przez Konfederację. Przebywający w mieście hrabia Zygmunt II Brandis został schwytany i zniewolony w Chur. Następnie oddziały szwajcarskie ruszyły w kierunku Balzers, jednak nie udało im się zdobyć zamku Gutenberg. Siły Konfederacji skierowały się następnie na północny wschód w kierunku Triesen, gdzie 12 lutego 1499 r. doszło do bitwy pod Triesen, w której Szwajcarzy rozgromili sprzemierzone armie szwabską i habsburską. Następnie szturmem zdobyły zamek Vaduz, w którym przebywał drugi z hrabiów Brandis, brat Zygmunta – Ludwik. Próbował on negocjować z najeźdźcami aby utrzymać niezależność hrabstwa, jednak ostatecznie został schwytany i przewieziony do Lucerny. Dzięki temu, że Ludwik posiadał obywatelstwo Berna udało mu się uniknąć skazania w Zurychu i został ułaskawiony, po czym poddał się Konfederacji. Po rozmowach pokojowych w Bazylei bracia Brandis zostali przywróceni do władzy w hrabstwie, a mieszkańcy ponownie złożyli im hołd. Obaj bracia zmarli bezdzietnie w 1507 r., a władza przeszła na najmłodszego z braci – Jana, który również bezdzietnie zmarł w 1512 r., co wiązało się z wymarciem męskiej linii rodu Brandis.

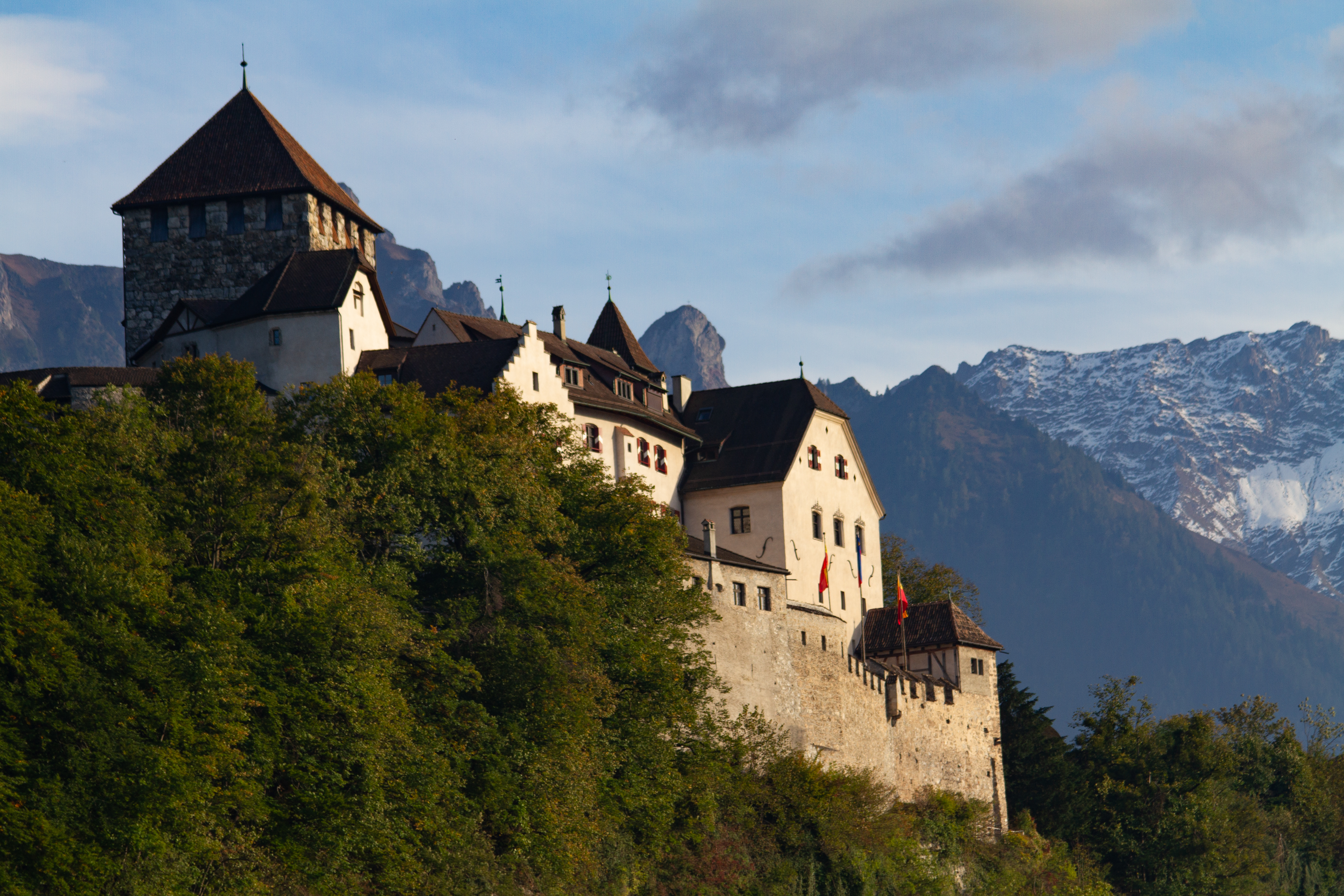
Zamek w Vaduz był głównym ośrodkiem na terenie dzisiejszego księstwa, siedzibą hrabiów. Pierwsza wzmianka o zamku pochodzi z 1322 r.

### Panowanie hrabiów Sulz i Hohenems
Hrabstwa Vaduz i Schellenberg trafiły pod zarząd siostrzeńca braci Brandis – Rudolfa V z rodu Sulz. Podczas powstań chłopskich w Niemczech w 1525 r. w majątkach Vaduz i Schellenberg również pojawiły się nastroje antyfeudalne, jednak najprawdopodobniej nie doszło do przemocy, a jedynie rokowań między chłopstwem a feudałami. Hrabia Sulz zapobiegł również wpływom reformacji na swoich ziemiach i pozostały one katolickie. Hrabiowie Sulz rządzili Vaduz i Schellenbergiem do 1613 r. kiedy to z powodu rosnącego zadłużenia rodzina była zmuszona sprzedać swoje posiadłości hrabiemu Kasparowi von Hohenems, za równowartość 200 000 guldenów. Po śmierci Kaspara Vaduz i Schellenberg trafiły do jego dwóch synów, którzy podzielili między siebie władzę tak, że hrabstwa dzisiejszego Liechtensteinu trafiły do jednego z nich, a Hohenems do drugiego. Kiedy w 1618 r. wybuchła wojna trzydziestoletnia, hrabiowie Hohenems starali się zachować neutralność, jednak z powodów dużej zależności od Habsburgów było to niemożliwe i na terenach przyszłego księstwa prowadzono liczne działania wojskowe. Żołnierze austriaccy stacjonowali m.in. w Vaduz i Gutenbergu. Konflikty w sąsiedniej Gryzonii (tzw. Bündner Wirren) toczyły się w latach 1618-1639. Hrabstwo ucierpiało m.in. podczas powstania Prättigau w 1622 r., będącego pokłosiem zajęcia Gryzonii przez Habsburgów, a podczas którego powstańcy zaatakowali m.in. Balzers. Kolejne walki miały miejsce podczas wojny o sukcesję w Mantui, kiedy po raz kolejny wojska austriackie zajęły Gryzonię, atakując z terenów Vaduz. Przemarsz kilkunastotysięcznej armii sprowadził do hrabstwa zarazę. Plaga, liczne grabieże i kontrybucje oraz znaczne ograniczenie handlu z Gryzonią i podniesienie ceł spowodowały znaczne zubożenie mieszkańców i władców hrabstw Vaduz i Schellenberg. W latach 1648–1651 panujący hrabia Franciszek Wilhelm I rozpoczął intensywne polowania na czarownice, podczas których zginąć mogło 100 oskarżonych o czary mieszkańców, a podczas całych rządów rodziny Hohenems liczba ofiar mogła wynieść nawet 300 osób.

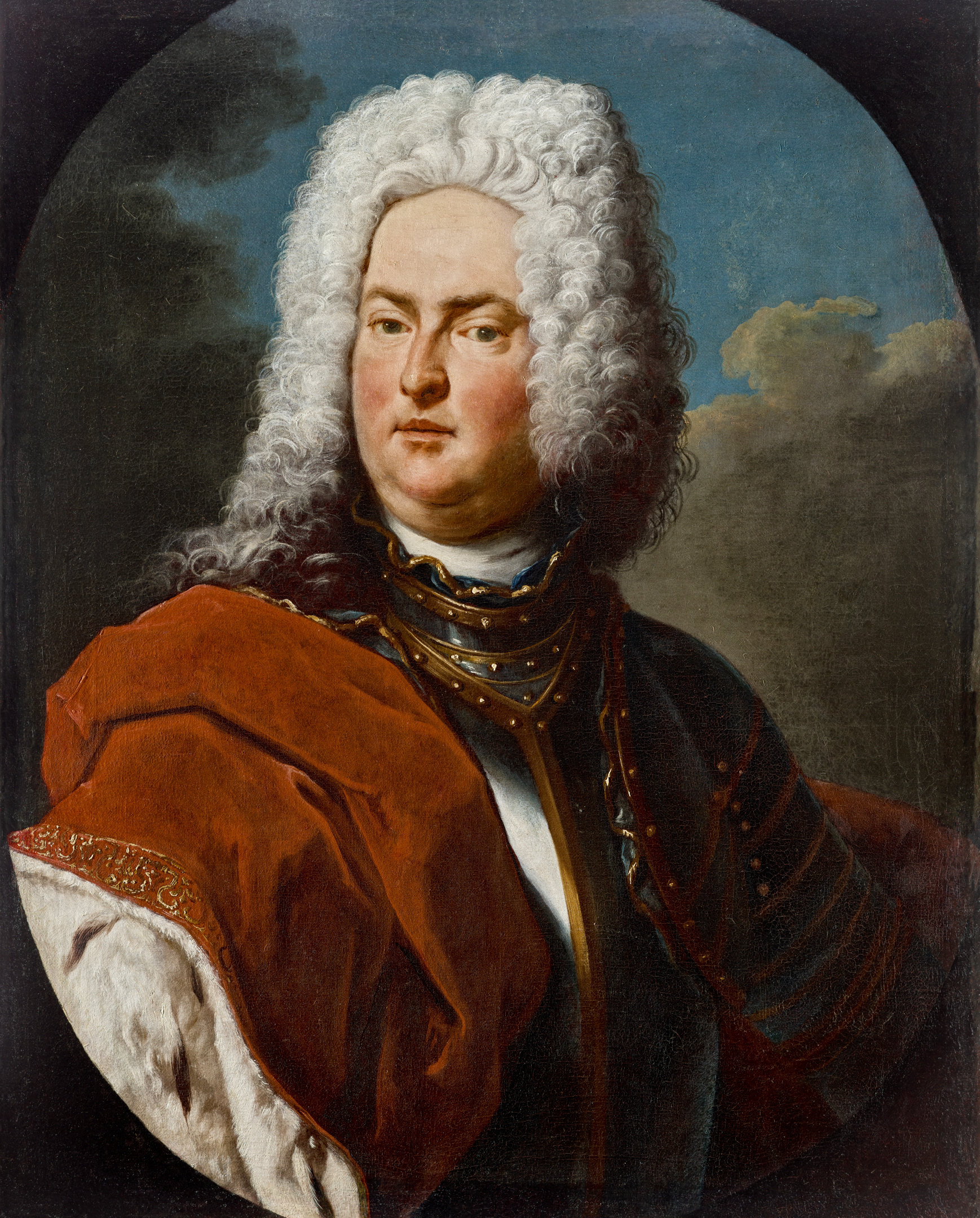
Jan Adam I (1622-1712 r.), książę tytularny Liechtenstein, który zakupił hrabstwa Vaduz i Schellenberg od hrabiów Hohenems.

### Powstanie Księstwa Liechtensteinu

Mapa Związku Niemieckiego z zaznaczonym Księstwem Liechtensteinu

Wojna trzydziestoletnia i konflikty z władzami cesarskimi doprowadziły hrabiów Hohenems na skraj bankructwa. Posiadłości Vaduz i Schellenberg zostały zajęte przez komisarza cesarskiego Ruperta von Bodmana w 1684 r. Właściciele próbowali przez następne lata dochodzić swoich praw do majątku jednak wielkie zadłużenie i konflikt z cesarzem zmusiły hrabiego Jakoba Hannibala III do sprzedaży majątku. 18 stycznia 1699 r. tytularny książę z dynastii Liechtensteinów – Jan Adam I, kupił hrabstwo Schellenberg za równowartość 115 000 guldenów, a następnie w 22 lutego 1712 r. okupił od hrabiów Hohenems również hrabstwo Vaduz za 290 000 guldenów. Książę zmarł niespełna pół roku po dokonaniu tej transakcji, a władzę przejąć miał jego najbliższy męski potomek – Antoni Florian, jednak był on skonfliktowany z Janem Adamem I, który przepisał cały majątek na bratanka Antoniego Floriana – Józefa Wacława I. Byli oni potomkami Gundakara Liechtensteina, młodszego brata pierwszego z książąt tytularnych Liechtenstein – Karola I. Po wielu latach negocjacji udało się dojść do porozumienia Antoniemu Florianowi z bratankiem, który 12 marca 1718 roku zrzekł się władzy na rzecz wuja. Dzięki wpływom księcia 23 stycznia 1719 r. cesarz Karol VI połączył majątki Vaduz i Schellenberg, tworząc Księstwo Liechtenstein, któremu nadał również cesarską bezpośredniość (niem. Reichsunmittelbarkeit). Stało się ono 343. państwem członkowskim Świętego Cesarstwa Rzymskiego. Data ta jest faktycznym początkiem państwowości liechtensteińskiej.

## Czasy monarchii absolutnej i Wiosna Ludów w księstwie (1719-1862)

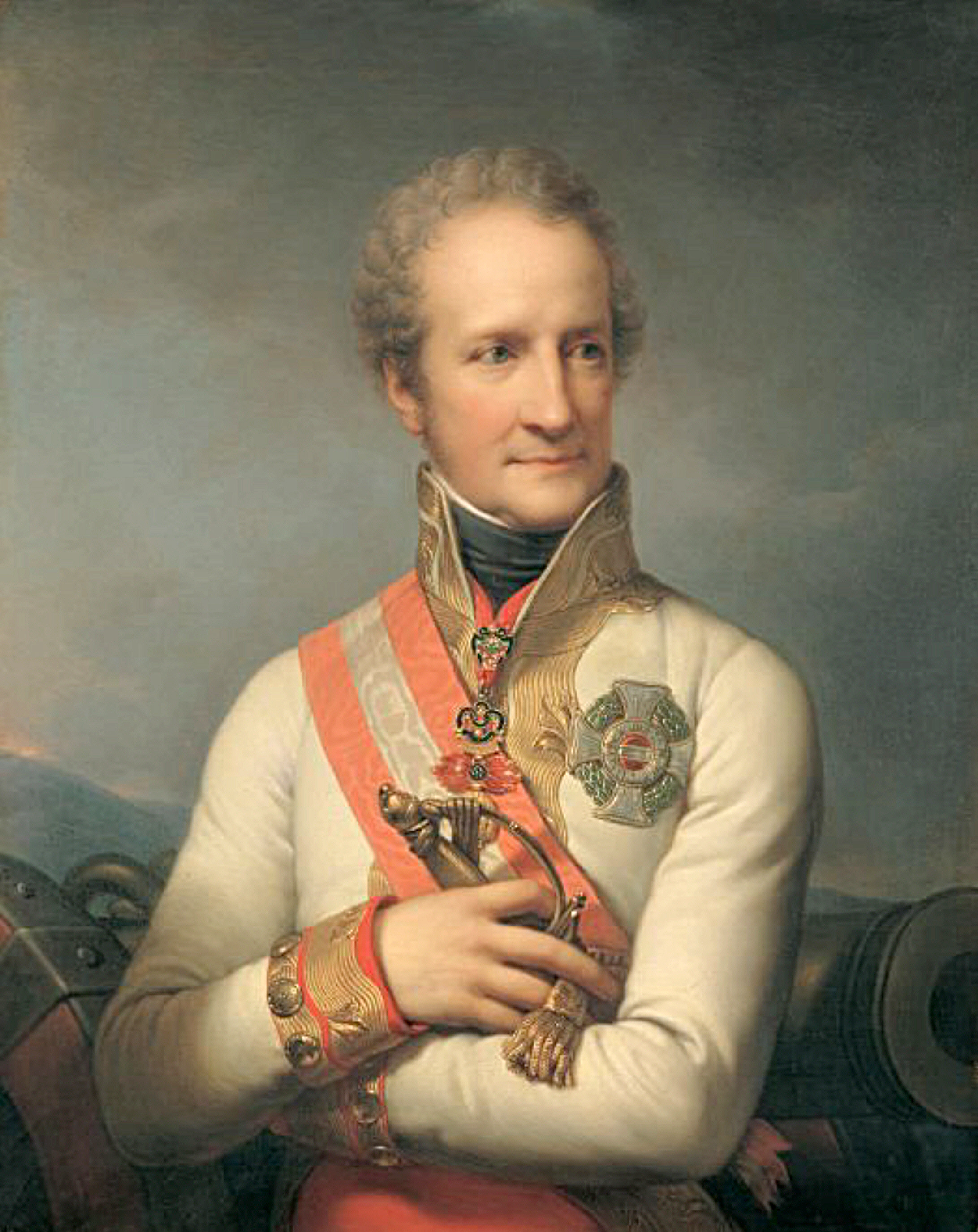
Jan I (1760-1836 r.), książę Liechtensteinu, który wprowadził pierwszą konstytucję księstwa i działaniami politycznymi zapewnił jego suwerenność w Związku Reńskim, a następnie Niemieckim.

Liechtensteinowie byli rodem austriacko-czeskim. Ich główne siedziby znajdowały się w Wiedniu, a więc stosunkowo daleko od nowych posiadłości w alpejskiej dolinie Renu. Powodowało to, że w pierwszych dekadach panowania książęta nie angażowali się w bezpośrednią politykę księstwa, a do 1842 r. żaden z monarchów nie odwiedził jego terytorium. Na początku panowania władcy podjęli próby zreformowania Liechtensteinu w konwencji absolutystycznej, m.in. podnosząc podatki, czy likwidując urząd landammanna, czyli urzędnika wybieranego spośród ludu, posiadającego część kompetencji administracyjnych i będącego reprezentantem mieszkańców przed feudałami. Funkcjonował on od późnego średniowiecza, a największe kompetencje uzyskał na przełomie XVI i XVII wieku. Zmiany wprowadzane przez książąt i konflikt z lokalnymi duchownymi o dziesięcinę, spowodował, że wybuchało wiele konfliktów między mieszkańcami a władcami, reprezentowanymi w księstwie przez różnych urzędników. Mieszkańcy składali również liczne skargi do cesarza, z których praktycznie wszystkie były rozpatrywane na korzyść monarchów. Sytuacja uspokoiła się w 1733 r., kiedy Józef Wacław I wysłał do Liechtensteinu specjalną komisję, która wypracowała kompromis w wyniku którego m.in. przywrócono urząd landammanna.

### Wojny napoleońskie

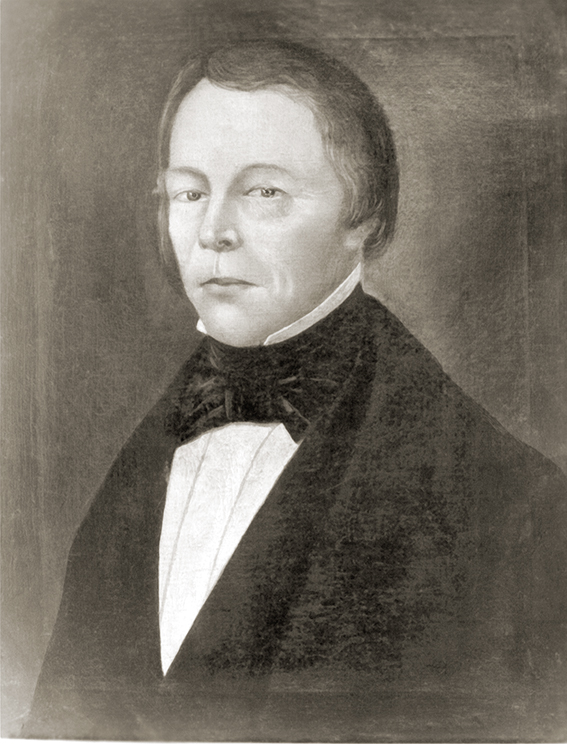
Peter Kaiser (1793-1864 r.), liechtensteiński działacz polityczny, pedagog i historyk, uznawany za twórcę tożsamości narodowej Liechtensteińczyków

Na przełomie XVIII i XIX wieku na terenie Liechtensteinu prowadzone były działania wojskowe związane z wojnami napoleońskimi. Podczas II wojny koalicyjnej (1798-1803 r.) Ren stał się granicą między Austrią, pozostającą w koalicji antyfrancuskiej, a Szwajcarią, która popierała działania Napoleona. W związku z tym już od 1794 r. w Liechtensteinie stacjonowała armia austriacka. 6 marca 1799 r. księstwo zostało najechane przez wojska francuskie i okupowane do 25 marca. Następnie siły najeźdźców skierowały się w kierunku Feldkirch, gdzie armia francuska pod dowództwem André Massény została pokonana przez siły habsburskie. Austriacy ponownie zajęli Liechtenstein i strategiczną przełęcz Sankt Luzisteig. W październiku 1799 r. przez księstwo przemaszerowała armia rosyjska Aleksandra Suworowa, która miała docelowo wesprzeć siły rosyjskie w II bitwie pod Zurychem. Zniszczenia i straty w Liechtensteinie związane z grabieżami i utrzymaniem stacjonujących wojsk wyniosły ponad milion guldenów, a ludność cierpiała z powodu nieurodzaju oraz epidemii ospy i tyfusu. Był to jednak ostatni raz, kiedy w historii tego alpejskiego państwa, prowadzone były na jego terytorium jakiekolwiek działania wojenne.
Po śmierci poprzednika – Alojzego I, formalną władzę w księstwie przejął jego młodszy brat Jan I. Był on utalentowanym dowódcą wojskowym i zrobił dużą karierę w armii austriackiej, zostając feldmarszałkiem. Dowodził armią austriacką w bitwie pod Austerlitz, a następnie brał udział w negocjacjach pokojowych, które doprowadził do podpisania pokoju w Preszburgu, kończącego III koalicję antyfrancuską. Sukcesy księcia zostały zauważone przez Napoleona, który chcąc przeciągnąć utalentowanego dowódcę na swoją stronę przyjął w 1806 r. Księstwo Liechtensteinu do Związku Reńskiego. Jan I nie podpisał aktu Konfederacji Reńskiej, formalnie także nie rezygnując z propozycji. Spowodowało to zaniepokojenie władzy cesarskiej w Wiedniu. Książę aby udowodnić lojalność Habsburgom przekazał władzę trzyletniemu synowi Karolowi Janowi, utrzymując de facto władzę i gwarantując państwu suwerenność.
Po bitwie pod Lipskiem w 1813 r. Jan I ogłosił odejście ze Związku Reńskiego, a po kongresie wiedeńskim w 1815 r. Księstwo Liechtensteinu trafiło do Związku Niemieckiego, jako suwerenne państwo. Dzięki temu księstwu jako jedynemu spośród małych księstw niemieckich utrzymać niepodległość do czasów współczesnych.

### Wiosna Ludów i reformy Jana II Dobrego

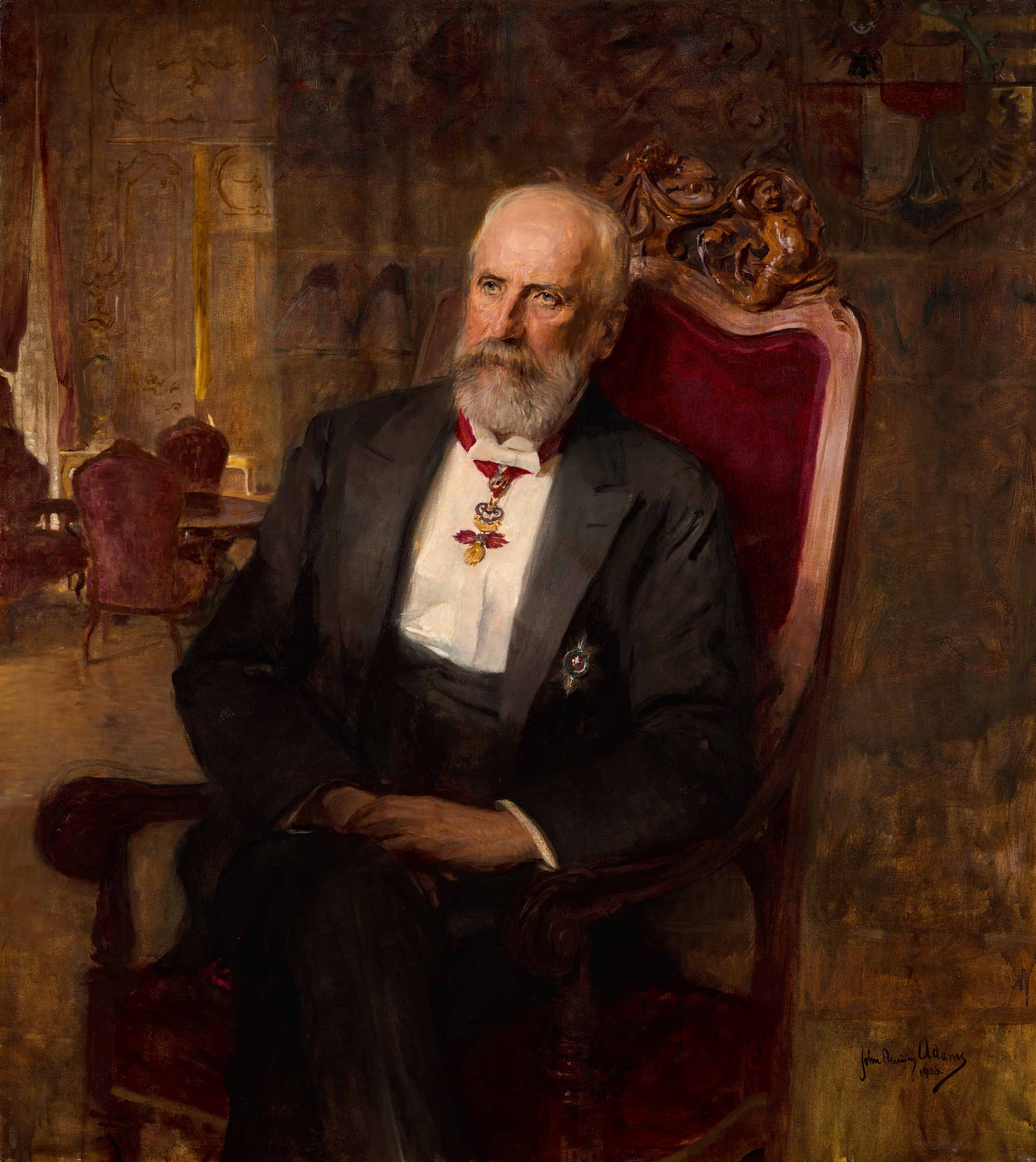
Jan II (1858-1929 r.), książę Liechtensteinu, w czasie jego panowania miały miejsce najważniejsze przemiany polityczne w księstwie i wprowadzone zostały dwie konstytucje, w tym ta obowiązując do dziś.

Przystąpieniu Liechtensteinu do Związku Reńskiego towarzyszyły reformy, które obejmowały m.in. zniesienie poddaństwa i pańszczyzny, likwidację urzędu landammanna, czy wprowadzenie ksiąg wieczystych. Wiązały się one jednak ze znacznym ograniczeniem autonomii mieszkańców księstwa, co wywołało niezadowolenie społeczne. Podpisanie przez księcia Jana I aktu założycielskiego Związku Niemieckiego, zobowiązywało monarchę do stworzenia i wprowadzenia konstytucji. Dokument został przygotowany i wszedł w życie 9 listopada 1818 r., gwarantując monarsze władzę absolutną. Na mocy konstytucji powołany został Landtag. Parlament był zwoływany przez Księcia raz w roku w celu zatwierdzenia planów podatkowych monarchy, jednak w praktyce nie miał prawa odmowy. W jego skład wchodzili reprezentanci duchowieństwa i ziemiaństwa. Parlament nie posiadał jednakże legitymacji demokratycznej i pełnił funkcję fasadową wobec monarchy.
Niezadowolenie mieszkańców ze zmian obrazowały zamieszki i wystąpienia w latach 1831–1832, będące echem rewolucji lipcowej. Sprzeciw wywołał pobór wojskowy w marcu 1831 r. Ponadto mieszkańcy żądali zwiększenia kompetencji Landtagu, obniżenia ceł, zmian w sądownictwie. Działania nie wywołały początkowo żadnej reakcji księcia, który dopiero w lipcu 1831 r. odrzucił postulaty i zagroził interwencją wojskową. Niepokoje pojawiły się ponownie w styczniu 1832 r., jednak również nie doszły one do skutku.
W 1840 r. miała odbyć się pierwsza wizyta panującego księcia Alojzego II w Liechtensteinie, jednak została ona ostatecznie odwołana. W związku z tym do Wiednia udała się delegacja na czele z lokalnym działaczem Peterem Kaiserem, który pierwotnie miał reprezentować mieszkańców podczas spotkania z księciem Alojzym II. Peter Kaiser jest uznawany za jednego z ojców tożsamości narodowej Liechtensteińczyków, w szczególności dzięki swojej działalności historycznej i edukacyjnej. Książę prezentował konserwatywne podejście do reform w państwie i odrzucił postulaty delegacji. W 1842 r. Alojzy II, jako pierwszy w historii panujący książę odwiedził Liechtenstein, a po powodzi w 1846 r. przybył do księstwa ponownie i wsparł ofiary żywiołu. Za panowania Alojzego II uregulowano koryto Renu, we współpracy z kantonem St. Gallen.

Zmiana w polityce wewnętrznej kraju nastąpiła w 1848 r., kiedy w Niemczech wybuchła rewolucja marcowa, a której echo dotarło również do Liechtensteinu. Odbywały się pokojowe zgromadzenia i protesty przeciwko absolutnej władzy książęcej i został powołany komitet państwowy, w którego składzie znalazł się m.in. Peter Kaiser, a którego działania zapobiegały eskalacji i rozlewowi krwi. Reprezentanci Liechtensteinu – Peter Kaiser i Karl Schädler uczestniczyli w zgromadzeniach parlamentu frankfurckiego, a prace nad konstytucją frankfurcką, przyczyniły się do chęci stworzenia takiego dokumentu dla księstwa. Powstał specjalny komitet, który w październiku 1848 r. przedstawił projekt i ogólne założenia nowej ustawy zasadniczej. Książę Alojzy II zwlekał z wydaniem dokumentu i dopiero 7 marca 1849 r. po wprowadzeniu konstytucji w Austrii wydał nowe przepisy. Kiedy jednak Austria i Prusy powróciły do poprzednich przepisów po zakończeniu Wiosny Ludów, również Alojzy II 20 lipca 1852 r. zniósł liberalne prawo i przywrócił przepisy z absolutystycznej konstytucji z 1818 r.
Szansa na zmianę sytuacji politycznej mieszkańców Liechtensteinu nastąpiła w 1858 r., kiedy po śmierci Alojzego II władzę przejął jego syn – Jan II. Prezentował zdecydowanie mniej konserwatywne poglądy i skłonny był do zreformowania kraju. Unowocześnienie księstwa wymagało wprowadzenia nowej konstytucji, co miało miejsce 12 września 1862

## Księstwo w drugiej połowie XIX wieku (1862-1914)
W drugiej połowie XIX wieku, Liechtenstein pozostawał w strefie wpływów Austrii. 5 czerwca 1852 r. książę Alojzy II zawarł z Austrią unię celną, co zakończyło izolację gospodarczą księstwa i pozwoliło na rozwój ekonomiczny państwa. Dzięki zwiększeniu uprawnień Landtagu i przychylności księcia Jana II przeprowadzono w księstwie w drugiej połowie XIX wieku w szkolnictwie, prawie karnym, systemie walutowym i podatkowym, administracji miejskiej czy prawie handlowym.
Na sytuację polityczną Liechtensteinu wpłynął wybuch wojny prusko-austriackiej w 1866 r., w której książę Jan II wsparł cesarza Austrii Franciszka Józefa I kontyngentem wojskowym. Jego powołanie wywołało kryzys polityczny w księstwie, ponieważ Landtag sprzeciwił się decyzji księcia, który w związku z tym przybył do kraju w 1866 r. Działalność kontyngentu rozpoczęła się od 26 lipca i wyruszył on do Południowego Tyrolu, gdzie miał wspierać obronę przed potencjalnym atakiem Włochów, sprzymierzonych z Prusami. Do ataku jednak nie doszło, a kontyngent powrócił do Liechtensteinu 4 września. 23 sierpnia 1866 r. zawarto pokój praski, którego konsekwencją był rozpad Związku Niemieckiego i zjednoczenie Niemiec. Liechtenstein został odizolowany od nowo powstałego państwa niemieckiego, a jeszcze bardziej zbliżył się do Austrii. 12 lutego 1868 r. książę Jan II wydał dekret o zniesieniu armii i od tamtej pory w Liechtensteinie nie były utrzymywane żadne siły zbrojne.

### Ożywienie gospodarcze

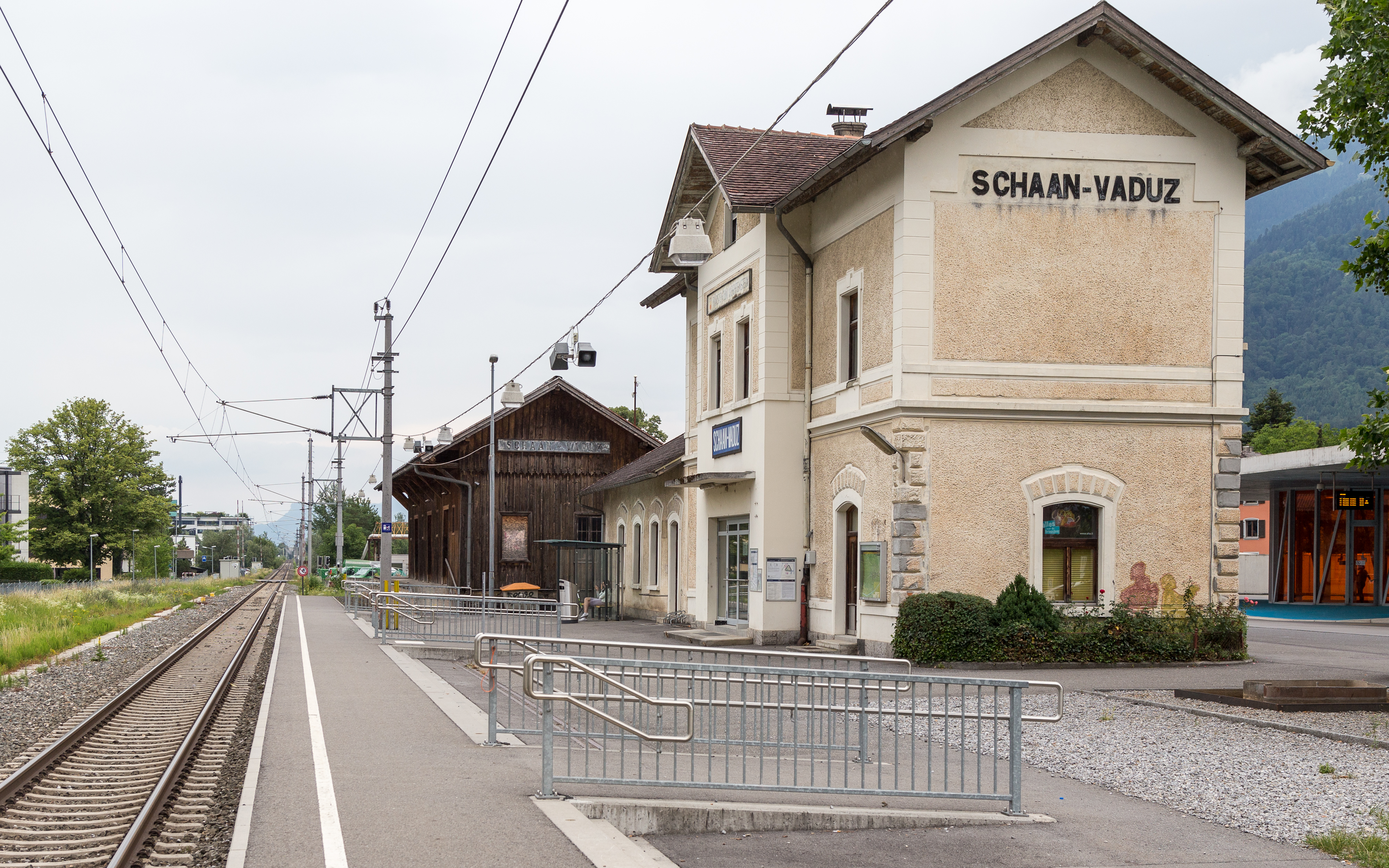
Linia kolejowa z Feldkirch do Buchs otwarta w 1872 r. jest do dziś jedyną linią kolejową w Liechtensteinie, jest obsługiwana przez ÖBB

Druga połowa XIX wieku to dla Księstwa Liechtensteinu przede wszystkim czas gospodarczego ożywienia.

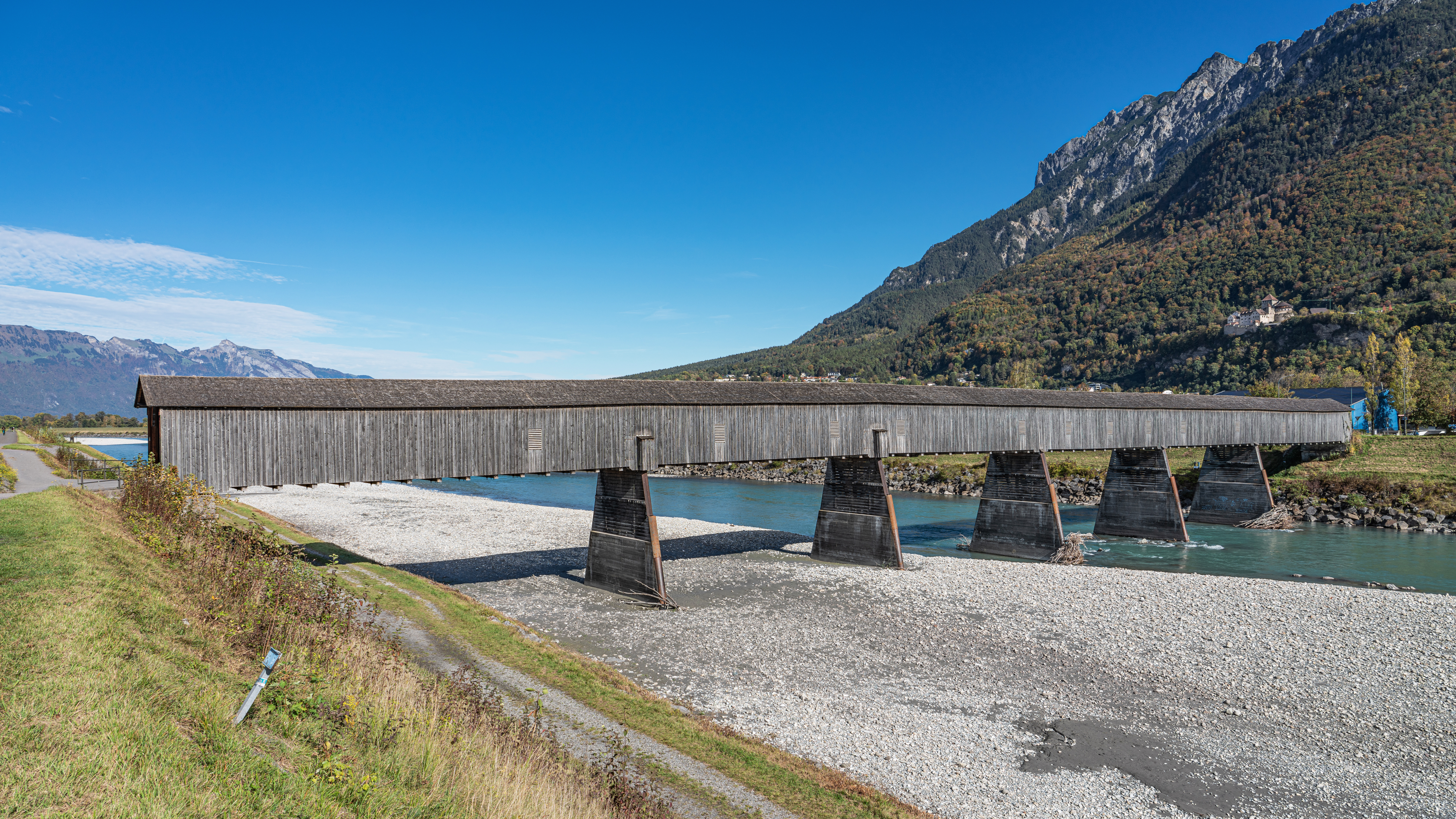
Z drewnianych mostów na Renie wybudowanych w latach 1867–1868 zachował się w pierwotnej formie tylko jeden łączący Vaduz i Sevelen, mający dziś charakter zabytku

Od 1859 r. walutą księstwa stał się oficjalnie gulden austriacki, a wstąpienie do austriackiego systemu monetarnego pozwoliło na inwestycje zagraniczne oraz industrializację. Pierwszy zakład przemysłowy − tkalnia, powstał już 1861 r. Potencjał licznych potoków spływających z Alp do doliny Renu zaczęły wykorzystywać kolejne tkalnie i to właśnie przemysł włókienniczy, którego największa koncentracja miała miejsce w Vaduz i Triesen, zdominował gospodarkę małego księstwa. Na przełomie XIX i XX wieku rozpoczęła się stopniowa elektryfikacja Liechtensteinu.
W 1861 r. powstał również pierwszy bank w Liechtensteinie, który był prekursorem dzisiejszego Liechtensteinische Landesbank. W 1869 r. Liechtenstein został podłączony do austriackiej sieci telegraficznej, a na terenie księstwa rozwijał się również austriacki system pocztowy. W 1898 r. uruchomiono pierwszy telefon w Vaduz. Rozwijał się również transport. W latach 1867–1868 wybudowano pierwsze stałe mosty na Renie, łączące Schaan i Buchs oraz Bendern i Haag, a następnych latach powstały kolejne między Balzers i Trübbach oraz między Vaduz i Sevelen. W 1872 r. otwarta została linia kolejowa Feldkirch-Buchs, która przebiega przez terytorium Liechtensteinu, co pozwoliło na włączenie księstwa do austriackiej sieci kolei. W 1859 r. zreformowano szkolnictwo, a rok wcześniej w Vaduz powstało pierwsze gimnazjum. W 1863 r. została wydana pierwsza w księstwie gazeta – Liechtensteinische Landeszeitung. Dzięki reformom rolnym, inwestycjom w meliorację oraz podziałom gruntów znacznie zwiększyła się powierzchnia gruntów ornych i nastąpił intensywny rozwój rolnictwa.

### Münzwirreni powstanie okręgów wyborczych
W latach 1874–1878 doszło do poważnego kryzysu politycznego (tzw. Münzwirren) wywołanego inflacją i spadkiem wartości guldena austriackiego o 10% w latach 1873-1876. Doprowadziło to do utrudnień w handlu ze Szwajcarią, w której obowiązywała złota, stabilniejsza waluta – frank szwajcarski. Nastąpił rozłam polityczny między działaczami z Unterlandu, którzy chcieli pozostania w austriackim systemie monetarnym oraz Oberlandu, którzy optowali za zmianą waluty na franka. Kiedy 23 grudnia 1876 r. Landtag wprowadził franka szwajcarskiego jako prawny środek płatniczy w kraju, wszyscy czterej deputowani z Unterlandu zrzekli się mandatów. 17 stycznia 1877 r. miała miejsce manifestacja w Vaduz, podczas której protestujący domagali się rozwiązania Landtagu i zniesienia ustawy monetarnej. Pozostałych jedenastu posłów ugięło się pod presją i również zrezygnowało z mandatów. Parlament został rozwiązany przez Księcia, a ustawa monetarna zawieszona. Rozpisano wybory, które jednak nie odbyły się, ponieważ nie zjawili się na nich elektorzy z Unterlandu. Do kompromisu obie strony doszło w październiku 1877 r. i wybory dokończono. Nowo wybrany parlament wprowadził okręgi wyborcze: Oberland i Unterland, z których do Landtagu wchodziło odpowiednio 7 i 5 deputowanych. Pierwsze wybory w nowej formule odbyły się w 1878 r., a system dwóch okręgów wyborczych obowiązuję w księstwie do dziś. Kryzys monetarny zakończył się dopiero w 1898 r., kiedy w Austrii wprowadzono złotą walutę – koronę austriacką. Oficjalnie zaczęła ona obowiązywać od 1 stycznia 1901

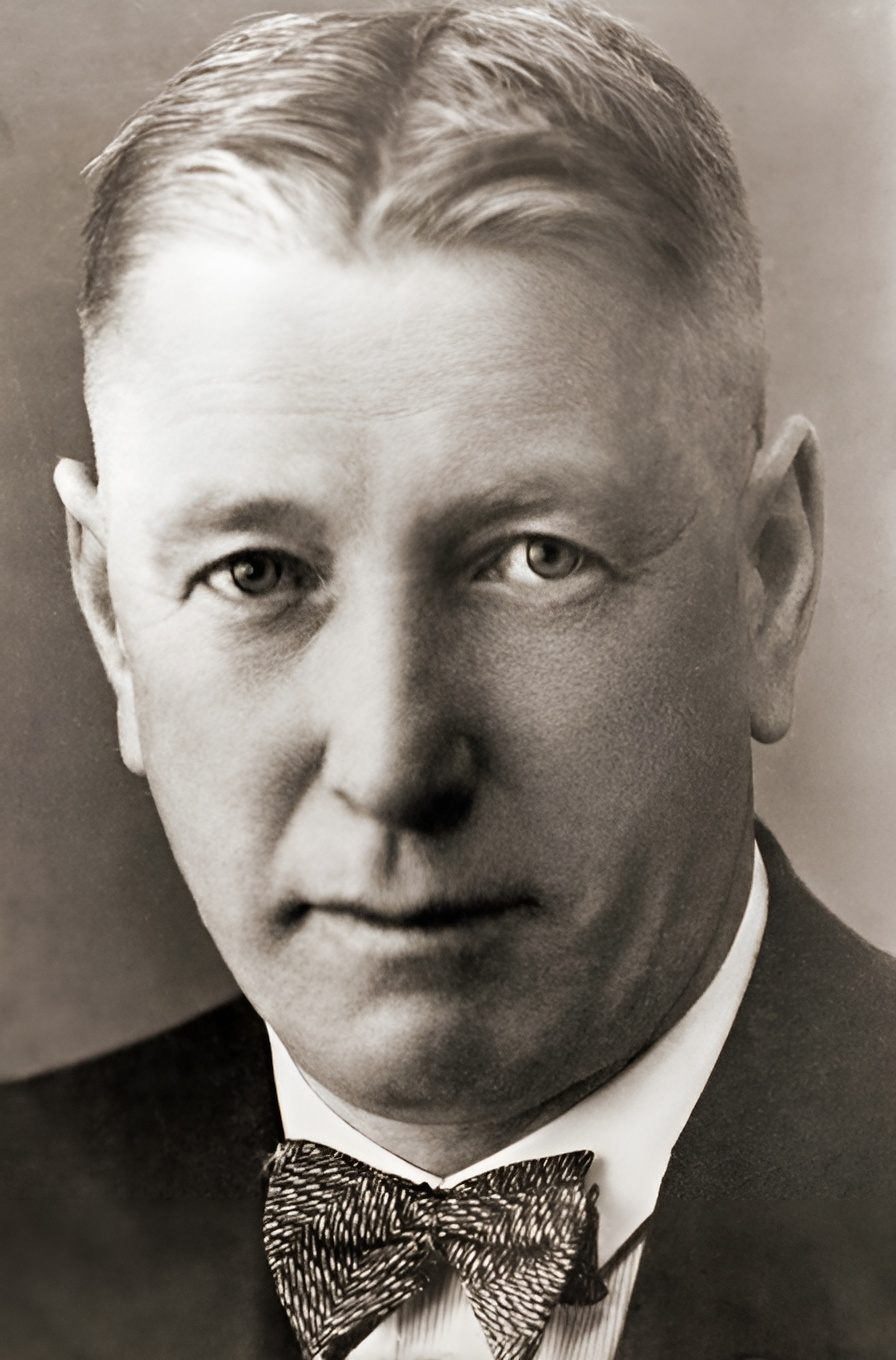
Wilhelm Beck (1885-1936 r.), liechtensteiński polityk i prawnik, działacz opozycyjny w czasie przemian politycznych początków XX wieku, założyciel Chrześcijańsko-Społecznej Partii Ludowej

## I wojna światowa i przemiany polityczne z początku XX wieku (1914–1939)
Kiedy 28 lipca 1914 r. wybuchła I wojna światowa, księstwo znalazło się w trudnym położeniu politycznym. Przez państwa ententy Liechtenstein był odbierany jako sojusznik Austrii, walczącej po stronie państw centralnych. Z tego powodu obywateli tego alpejskiego państwa, którzy przebywali na terenie Wielkiej Brytanii, czy Francji traktowano jak obywateli austriackich. Byli oni internowani, a ich majątki konfiskowane. Wielka Wojna spowodowała trudności z zaopatrzeniem księstwa w najważniejsze surowce i żywność. Rząd księstwa musiał sprowadzać żywność z sąsiedniej Szwajcarii przez co pod koniec wojny zadłużenie kraju wynosiło ponad 400 tys. franków. Zamknięcie granic i łańcuchów dostaw sprawiło, że z roku na rok deficyt w budżecie był coraz większy. Państwu groziło bankructwo, a sytuacji nie poprawiała inflacja korony austriackiej oraz rosnące bezrobocie. Ucierpiał także przemysł włókienniczy, a wiele zakładów zostało zamkniętych, z powodu niedoboru surowca. Jesienią 1918 r. do księstwa dotarła również epidemia hiszpanki.
Kryzys gospodarczy wywołany Wielką Wojną powodował niezadowolenie społeczne. Wokół lokalnego prawnika Wilhelma Becka, który już w poprzednich latach krytykował system prawny w księstwie, zaczęła tworzyć się opozycja. W 1914 r. Beck założył gazetę Oberrheinische Nachrichten, która stała się drugą gazetą w Liechtensteinie i pozwoliła na popularyzacje poglądów opozycyjnych wobec władzy. W tym samym roku nieformalne ugrupowanie Becka dostało się do Landtagu. Opozycja od początku wykazywała zdecydowanie bardziej lewicowe poglądy, a do jej postulatów należały m.in.: wprowadzenie bezpłatnych podręczników szkolnych, bezpośredniość wyborów parlamentarnych, czy utworzenie nowego rejestru nieruchomości. Najważniejszym jednak celem opozycji była demokratyzacja ustroju i uniezależnienie księstwa od Austrii. Duże niezadowolenie wiązało się z faktem, iż wszyscy pozostali deputowani Landtagu, większość urzędników administracji oraz premier Leopold von Imhof byli Austriakami. Podczas kampanii politycznej popularne stało się hasło „Liechtenstein dla Liechtensteińczyków”.

### Wybory w 1918 r. i zamach stanu

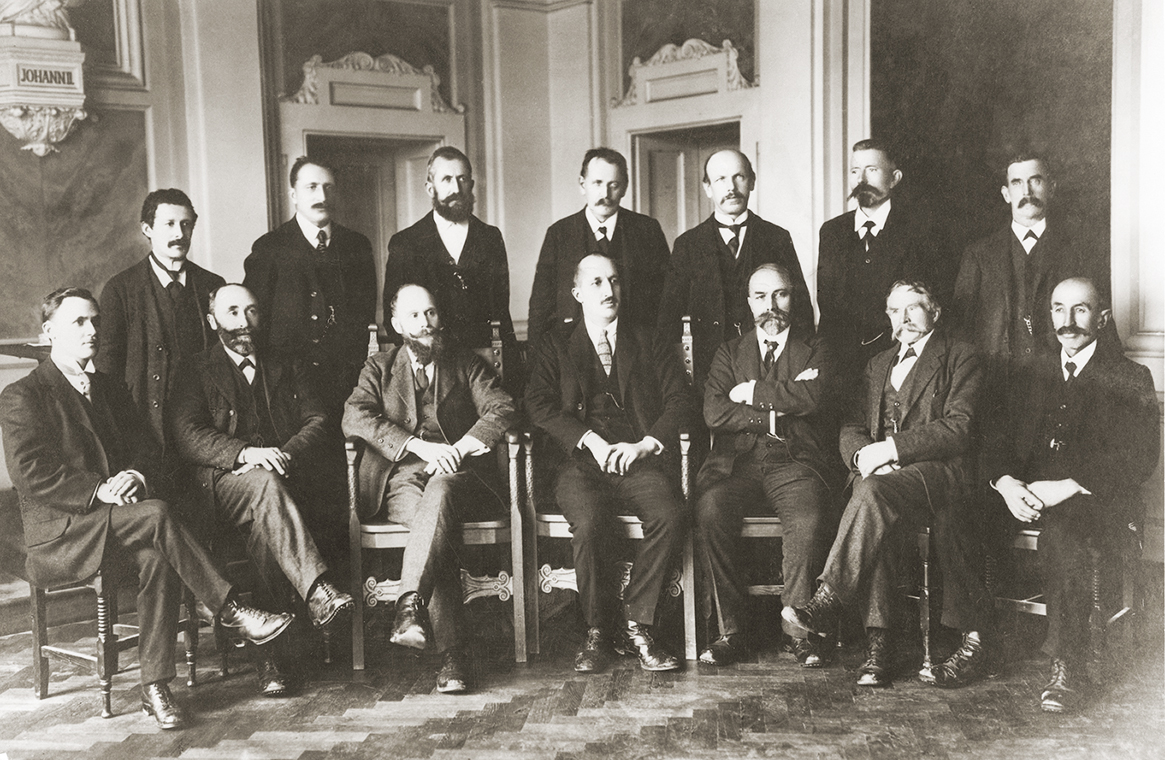
Deputowani pierwszej kadencji Landtagu wybrani na mocy nowej konstytucji z 1921 r. W pierwszym rzędzie trzeci od lewej pierwszy premier – Josef Ospelt.

W styczniu 1918 r. zmieniono ordynację wyborczą i w wyborach 12 marca 1918 r., dwunastu deputowanych zostało wybranych w wyborach bezpośrednich, a pozostałych trzech wyznaczył panujący książę. Przed wyborami zwolennicy Becka utworzyli pierwszą w historii księstwa partię polityczną – Chrześcijańsko-Społeczną Partię Ludową (niem. Christlich-soziale Volkspartei, VP). W tym samym roku przeciwnicy VP utworzyli drugą partię w Liechtensteinie – Postępową Partię Obywatelską (niem. Fortschrittlichen Bürgerpartei, FBP). VP, która zdobyła mniejszość w Landtagu, postulowała reformy konstytucyjne obejmujące liberalizację ustroju, zwiększenie udziału ludności w partycypacji władzy na wzór szwajcarski, nacjonalizację administracji, czy wprowadzenie sądu krajowego.
7 listopada 1918 r. premier Leopold von Imhof został zmuszony pod naciskiem większości deputowanych Landtagu do podania się do dymisji. Władza została przekazana wybranemu przez dwunastu (wszystkich z wyjątkiem trzech wybranych przez Księcia) deputowanych Landtagu Tymczasowemu Komitetowi Wykonawczemu. W jego skład weszli Martin Ritter, Wilhelm Beck oraz Josef Marxer. Zgodnie z obowiązującą konstytucją z 1862 r. prawo wyboru rządu i premiera przysługiwało panującemu księciu, więc wybór powołanie Komitetu przez Landtag było złamaniem prawa i de facto zamachem stanu. Książę Jan II nie zareagował jednak na nielegalne przejęcie władzy. Przewodniczący Landtagu Albert Schädler udał się do Wiednia na rozmowy z Księciem, w wyniku których 7 grudnia 1918 r. Tymczasowy Komitet Wykonawczy został rozwiązany a premierem został Karol Liechtenstein.
Ważnym skutkiem zamachu stanu określanego jako pucz listopadowy (niem. Novemberputsch) było stworzenie komitetu konstytucyjnego, który w grudniu 1918 r. rozpoczął pracę nad nową konstytucją. Najważniejsze założenia uzgodniono we wrześniu 1920 r., podczas wizyty księcia Jana II w księstwie i na ich podstawie powstał projekt ustawy, którego autorem był Josef Peer. Dokument został jednogłośnie przyjęty przez Landtag 24 sierpnia 1921 r., a następnie podpisany przez księcia 5 października 1921 r. Zgodnie z konstytucją państwo pozostało monarchią dziedziczną, jednak ustrój uległ znacznej demokratyzacji. Pierwszym premierem Liechtensteinu mianowanym na mocy nowej konstytucji został Josef Ospelt z Postępowej Partii Obywatelskiej. Ustawa zasadnicza z 1921 r. obowiązuję w zmienionej formie do dziś.

### Dwudziestolecie międzywojenne

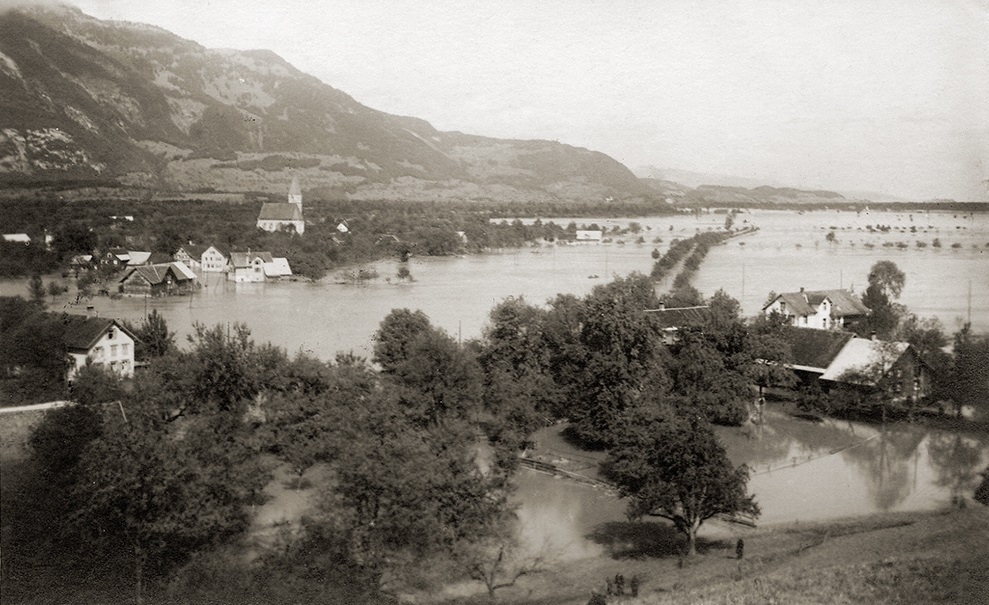
Ostatnia powódź na Renie w 1927 r. spowodowała ogromne straty w Liechtensteinie, szczególnie ucierpiały gminy Ruggell i Gamprin. Po niej rozpoczęła się budowa Liechtensteiner Binnenkanal.

Przemiany polityczne w latach 1914–1921 przyczyniły się do reorientacji politycznej księstwa. Nastąpił zwrot gospodarczy i polityczny w kierunku Szwajcarii. W 1919 r. zerwano unię celną z Austrią, a w kraju coraz częściej zaczęto używać franka szwajcarskiego, który stopniowo wypierał koronę austriacką. W 1922 r. Liechtenstein zawarł ze Szwajcarią umowę pocztową, a w 1923 r. po długich negocjacjach podpisano unię celną, która zaczęła obowiązywać od 1 stycznia 1924 r. Prawnym środkiem płatniczym księstwa stał się frank szwajcarski. Władze Liechtensteinu podjęły także działania mające na celu umocnienie suwerenności państwa na arenie międzynarodowej. Powstały placówki dyplomatyczne w Bernie i Wiedniu, a w krajach gdzie Liechtenstein nie miał własnej misji dyplomatycznej, w 1919 r. przedstawicielstwo przejęła Szwajcaria. Księstwu nie udało się dołączyć do Ligi Narodów. Szczególnie napięte były relacje Liechtensteinu z Czechosłowacją, która w wyniku reformy rolnej odebrała 57% majątku rodowego Liechtensteinów, nie uznała suwerenności księstwa i w 1923 r. odmówiła utworzenia ambasady Liechtensteinu w Pradze.

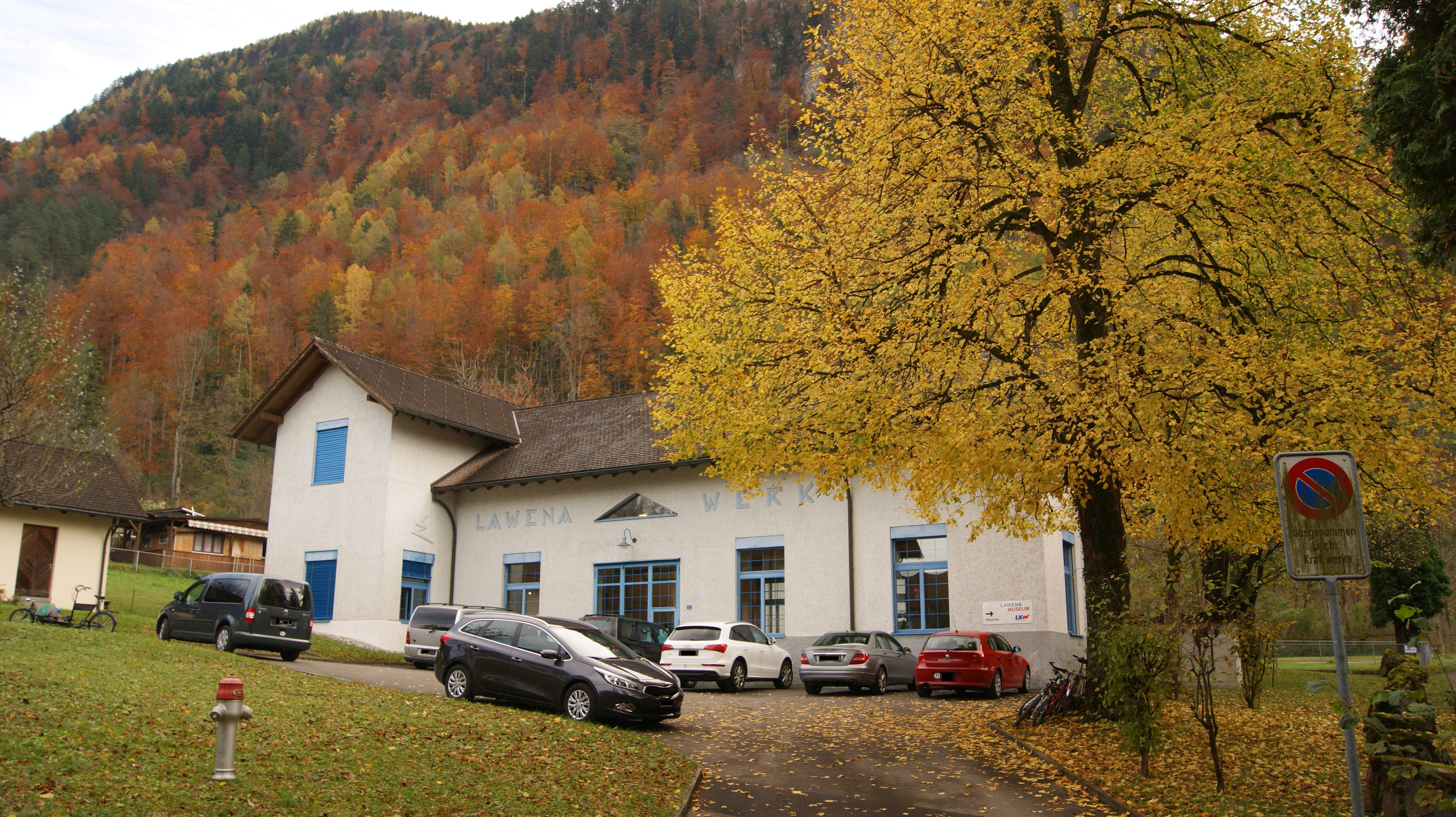
Elektrownia wodna Lawena, pierwsza elektrownia w Liechtensteinie uruchomiona w 1927 r., na początku jej łączna moc wynosiło 360 kW

Po zakończeniu wojny sytuacja gospodarcza księstwa była ciężka. Przed wprowadzeniem franka szwajcarskiego jako waluty gospodarkę wyniszczała również inflacja korony austriackiej. Bankructwu państwa zapobiegły pożyczki od Szwajcarii i darowizny od rodziny książęcej. Przemysł włókienniczy, który podupadł w czasie wojny częściowo się odbudował jednak nie doszło do rozkwitu gospodarczego. Dużym problemem kraju było również bezrobocie, z którym państwo starało się walczyć zlecając różne roboty publiczne, takie jak budowa dróg, czy prace melioracyjne. 24 maja 1924 r. utworzony liechtensteiński oddział Caritasu, który wspierał ubogich na terenie księstwa. Państwo chciało także zarobić na hazardzie, jednak próby wybudowania kasyna czy inwestycje w loterię klasową ostatecznie nie doszły do skutku. W 1927 r. uruchomiono pierwszą elektrownię wodną w Liechtensteinie – Lawena o łącznej mocy 360 kW. 25 września 1927 r. rzeka Ren wylała i doszło do powodzi, która przyniosła ogromne straty w księstwie, a najbardziej ucierpiały przybrzeżne gminy Ruggell i Gamprin.

#### Afera finansowaSparkassaskandal

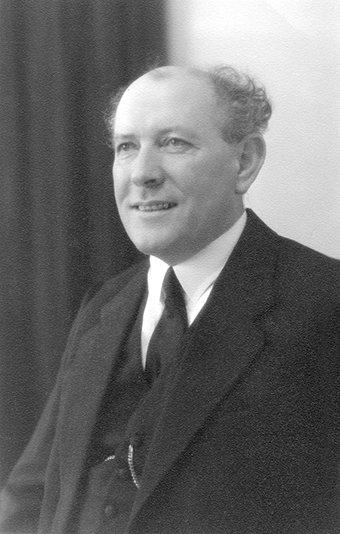
Gustav Schädler (1883-1961 r.), premier Liechtensteinu z ramienia Chrześcijańsko-Społecznej Partii Ludowej, zdymisjonowany w wyniku Sparkassaskandal.

W 1928 r. wybuchła afera finansowa Sparkassaskandal, kiedy wyszły na jaw defraudacje pieniędzy w Liechtensteinische Landesbank. W wyniku afery skazano czterech zarządców banku, a skandal odbił się mocno na sytuacji politycznej w księstwie. Anton Walser, który stał się głównym odpowiedzialnym został skazany na cztery lata pozbawienia wolności. W wyniku skandalu doszło do poważnego kryzysu w Chrześcijańsko-Społecznej Partii Ludowej. Dwaj z czterech skazanych bankowców byli także działaczami VP, a sam Walser był jej wiceprzewodniczącym. Dodatkowo od 1923 r. prezesem banku był założyciel partii VP Wilhelm Beck. 15 czerwca 1928 r. książę Jan II zmusił rząd Gustava Schädlera do dymisji, a wybory w 1929 r. ze zdecydowaną przewagą wygrała Postępowa Partia Obywatelska, zdobywając jedenaście z piętnastu mandatów i tworząc rząd z Josefem Hoopem na czele. Afera Sparkassaskandal przyczyniła się do upadku partii VP i zdominowania w następnych latach krajowej polityki przez FBP.

#### Czasy Wielkiego Kryzysu

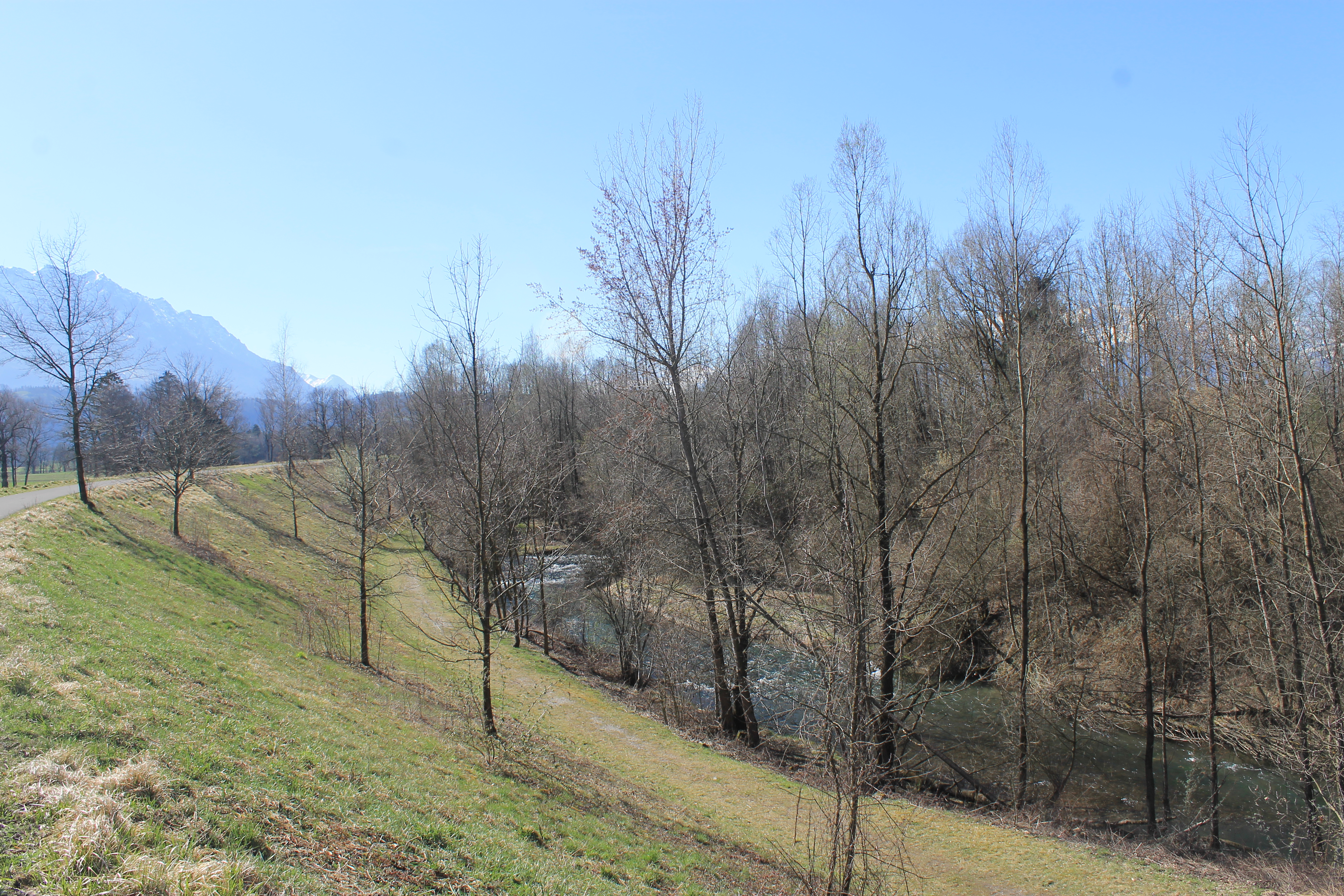
Liechtensteiner Binnenkanal, śródlądowy kanał przeciwpowodziowy, który całkowicie zniwelował zagrożenie powodziowe w Liechtensteinie, wybudowany w latach 1931–1943

11 lutego 1929 r. zmarł książę Jan II po 70 latach i 91 dniach panowania. Był trzecim najdłużej panującym monarchą w historii Europy po królu Francji Ludwiku XIV i królowej brytyjskiej Elżbiecie II. Podczas jego panowania uchwalono dwie konstytucje, rozwinęło się państwo i tożsamość narodowa Liechtensteińczyków. Jego liberalne podejście do reform oraz stosunkowo duże zainteresowanie sprawami księstwa, które odwiedzał aż siedmiokrotnie przyczyniło się do nadania mu przydomka Dobry (niem. Der Gute). Władzę po nim przejął jego młodszy brat – Franciszek I.
Liechtensteinu nie ominęły skutki Wielkiego Kryzysu z lat 1929–1933. Deflacja szczególnie uderzyła w rolnictwo, w kraju szalało bezrobocie, zmalała wymiana handlowa ze Szwajcarią. Państwo nie zbankrutowało dzięki stosunkowo dużych dochodów z ceł, podatków od firm, sprzedaży znaczków pocztowych. Spadło również znaczenie przemysłu i ucierpiała turystyka. Wzrosło natomiast znaczenie usług finansowych i prawnych.
W 1931 r. rozpoczęła się największa inwestycja infrastrukturalna w Liechtensteinie w dwudziestoleciu międzywojennym – budowa Liechtensteiner Binnenkanal, czyli kanału przeciwpowodziowego poprowadzonego wzdłuż Renu na odcinku prawie 25 km od Balzers do Ruggell. Budowa trwała do 1943 r. i pochłonęła łącznie ponad 4,5 miliona franków.
W 1936 r. Liechtenstein zadebiutował na letnich igrzyskach olimpijskich w Berlinie, gdzie kraj reprezentowało sześciu sportowców w trzech dyscyplinach: kolarstwie, lekkoatletyce i strzelectwie. W tym samym roku reprezentanci księstwa po raz pierwszy wystąpili również na zimowych igrzyskach olimpijskich w Garmisch-Partenkirchen. W obliczu wielkiego kryzysu powstały krótkotrwałe ruchy opozycyjne w tym prezentująca poglądy narodowosocjalistyczne Liechtensteińska Służba Ojczyźnie (niem. Liechtensteiner Hiematdienst, LHD). Przed wyborami w 1936 r. doszło do fuzji zmagającej się z problemami wizerunkowymi od czasu Sparkassaskandal VP i nowo powstałej LHD, w wyniku której powstało nowe ugrupowanie Unia Patriotyczna (niem. Vaterländische Union, VU). Wybory zakończyły się zwycięstwem FBP, jednak VU zdobyła 4 mandaty.

#### Kryzys marcowy, pucz nazistowski i ciche wybory
11 marca 1938 r. doszło do anschlussu Austrii i pojawiła się niepewność co do dalszych losów księstwa. Szwajcaria zażądała od księstwa deklaracji niepodległości i utrzymania zawartych traktatów państwowych. 15 marca 1938 r. lider opozycyjnej Unii Patriotycznej Otto Schaedler, odmówił głosowania za takimi deklaracjami, żądając miejsca w rządzie dla VU. W dniach 18-21 marca 1938 r. trwały negocjacje między VU i FBP, których wynikiem było stworzenie koalicji. Nowy rząd został powołany 30 marca 1938 r. Wydarzenia z marca 1938 r. określa się kryzysem marcowym (niem. Märzkrise). W odpowiedzi na działania opozycji i rządu 31 marca 1938 r. naziści w Liechtensteinie urośli w siłę tworząc Ruch Narodowoniemiecki w Liechtensteinie (niem. Volksdeutsche Bewegung in Liechtenstein, VDBL). Partia opowiadała się za połączeniem księstwa z III Rzeszą lub utworzeniem unii celnej i prowadziła agitację na różne sposoby, m.in. przez salut rzymski, palenie swastyk, namawianie do nienawiści, ale również ataki na Żydów, polityków FBP i harcerzy.
25 lipca 1938 r. zmarł książę Franciszek I, a władzę przejął najbliższy męski krewny – Franciszek Józef II, prawnuk brata księcia Alojzego II, praprawnuk księcia Jana I. Rządził on już de facto od marca, kiedy został regentem i uczestniczył w negocjacjach między VU i FBP podczas kryzysu marcowego. Był on pierwszym księciem w historii, który na stałe zamieszkał w Liechtensteinie na zamku w Vaduz.
W 1938 r. został uruchomiony pierwszy nadajnik radiowy na terenie księstwa zainstalowany w Vaduz przez brytyjską firmę Roditi. Radio zakończyło działalność we wrześniu 1939 r. po wybuchu wojny, a nadajnik zlikwidowano w 1942 r. Najprawdopodobniej zamknięcie radia było wynikiem obaw przed III Rzeszą lub nacisków z jej strony.
24 marca 1939 r. VDBL zorganizowało zamach stanu nazywany Anschlussputsch, którego celem było zmuszenie władz księstwa do poddania się pod zwierzchnictwo III Rzeszy. Liechtensteińscy naziści z Theodore’em Schädlerem na czele rozpoczęli przemarsz z Feldkirch, podczas którego według planu miało dojść do zamieszek, a wówczas naziści mieli by wezwać do interwencji żołnierzy niemieckich z Feldkirch. Zamach stanu zakończył się totalnym niepowodzeniem, ponieważ nazistom nie udało się zachować planu w tajemnicy. Wszyscy żydowscy mieszkańcy uciekli z kraju do Szwajcarii w przeddzień planowanego zamachu (powrócili w następnych dniach), a zamieszki udało się powstrzymać i ostatecznie naziści nie dostali oczekiwanej pomocy od stacjonujących w Austrii oddziałów niemieckich. Część z organizatorów nieudanego puczu zbiegła do Austrii (około 36 osób), natomiast w kraju zatrzymano i przesłuchano 76 osób, a około 50 postawiono zarzuty, jednak ze względu na naciski ze strony niemieckiej wszystkich tymczasowo zwolniono z aresztu pod warunkiem opuszczenia Liechtensteinu. Procesy wznowiono po zakończeniu wojny w 1945, a w styczniu 1946 roku skazano siedmiu nazistowskich przywódców. W organizację zamachu nie był zaangażowany Adolf Hitler, który parę dni wcześniej przyjął na półgodzinnej audiencji księcia Franciszka Józefa II i premiera Josefa Hoopa. Kiedy dotarła do niego informacja o zamachu nakazał zaprzestanie wszystkich działań. Führer traktował Liechtenstein zbiorczo ze Szwajcarią i nie planował jego aneksji.
4 kwietnia 1939 r. odbyły się wybory parlamentarne, przed którymi zmieniono ordynację wyborczą, wprowadzając system proporcjonalny. W wyborach tych FBP i VU wystartowały razem, czego celem było zapobiegnięcie przejęciu władzy przez ruch nazistowski VDBL. W rzeczywistości nie odbyło się żadne głosowanie, ponieważ FBP i VU dogadały się w taki sposób aby wystawić łącznie tylu kandydatów ile mandatów było do zdobycia, dzięki czemu de facto wybory się nie odbyły i zapobiegło to wejściu nazistów do Landtagu. Wybory przeszły do historii jako ciche wybory (niem. Stille Wahl). W ich wyniku w nowej kadencji Landtagu znalazło się ośmiu deputowanych z FBP i siedmiu z VU, a następnie utworzono koalicyjny rząd. Po wyborach ruch nazistowski stracił na znaczeniu i nie odegrał większej roli w historii Liechtensteinu. Został zlikwidowany dopiero w 1945 r., ponieważ przed zakończeniem wojny obawiano się reakcji III Rzeszy.

## II wojna światowa i lata powojenne (1939-2000)

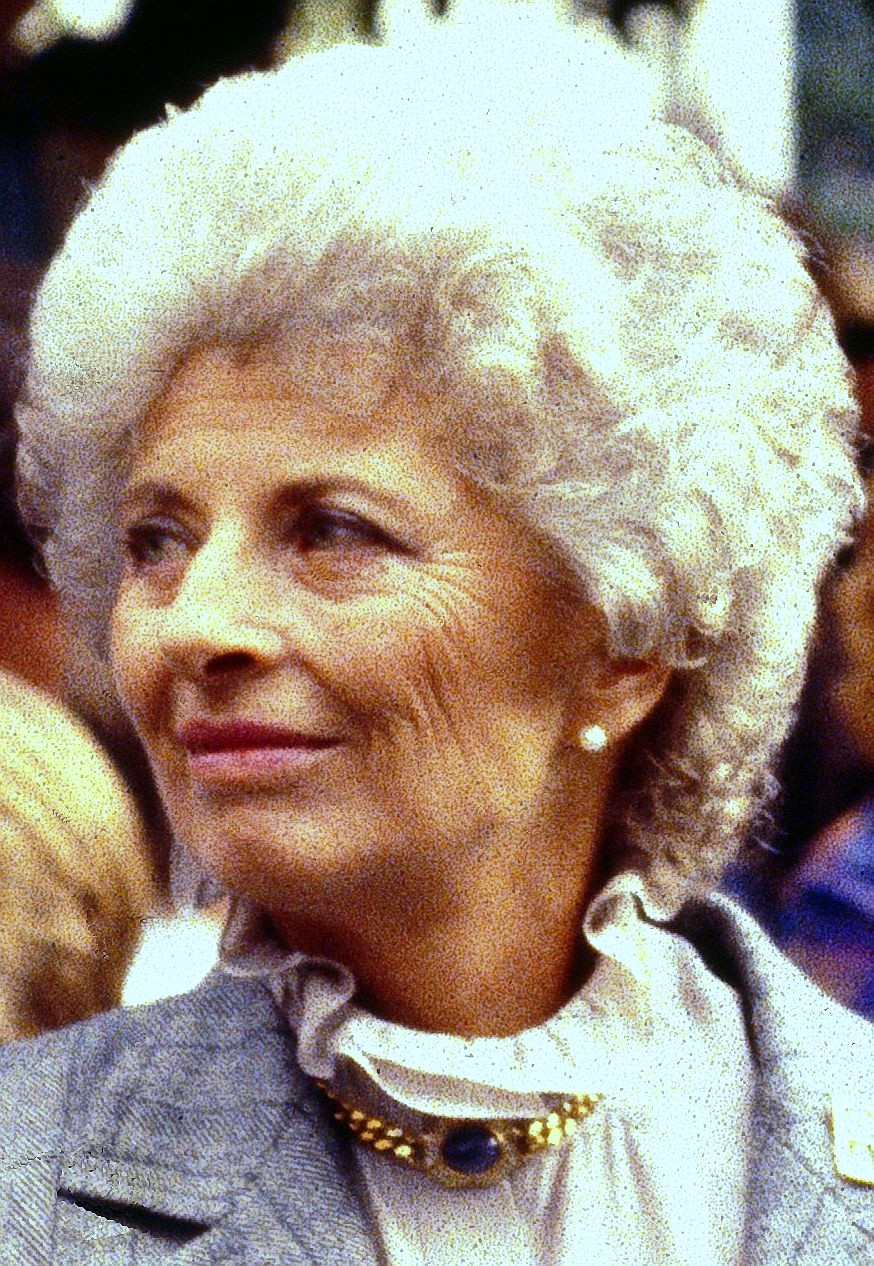
Georgina Wilczek (1921–1989), księżna Liechtensteinu, żona Franciszka Józefa II, założycielka i wieloletnia przewodnicząca Liechtensteińskiego Czerwonego Krzyża

1 września 1939 r. wybuchła II wojna światowa, podczas której Liechtenstein pozostał neutralny dzięki działalności dyplomatycznej księcia Franciszka Józefa II, który m.in. odbył wizytę u Adolfa Hitlera w 1938 r. oraz dzięki protekcji Szwajcarii. Przez całą wojnę księstwo było przez nią zaopatrywane, jednak Konfederacja nie deklarowała ochrony wojskowej w przypadku ataku III Rzeszy. Wówczas szwajcarscy pogranicznicy chroniący zgodnie z unią celną granicy liechtensteińsko-niemieckiej mieli powrócić na terytorium Szwajcarii. Władze Liechtensteinu starały się trzymać blisko Szwajcarii przez całą wojnę. Szwajcarzy nieufnie patrzyli na zamiary Liechtensteinu, co było spowodowane m.in. działalnością VDBL, czy potajemnymi spotkaniami działaczy VU z przedstawicielami Rzeszy. 5 listopada 1940 r. chęci reorientacji polityki gospodarczej na Rzeszę znikły z szeregów VU dzięki deklaracji złożonej przez księcia i Landtag wobec Szwajcarii. Współpraca Szwajcarii i księstwa zacieśniła się, a mimo braku deklaracji ochrony państwa na wypadek ataku niemieckiego, współpraca ze Szwajcarią stanowiła dla Liechtensteinu swoisty parasol ochronny.
Zachowanie neutralności na arenie międzynarodowej było możliwe także dzięki działaniom Franciszka Józefa II, który starał się utrzymywać pokojowe stosunki z III Rzeszą i wysyłał telegramy gratulacyjne do Hitlera, m.in. z okazji jego urodzin i Nowego Roku. W 1941 r. odbył podróż, w czasie której spotkał się z królem Włoch Emanuelem III i papieżem Piusem XII. Nawiązał również kontakt z dyplomatami alianckimi w Szwajcarii. Po zakończeniu wojny w 1946 r. umowa Szwajcarii ze Stanami Zjednoczonymi, dot. konfiskaty niemieckich aktywów objęła również Liechtenstein.
Pod koniec wojny 30 kwietnia 1945 r. z inicjatywy księżnej Giny powstał Liechtensteiński Czerwony Krzyż, który zaangażował się w pomoc uchodźcom, a w której na granicy w Schaanwaldzie uczestniczyła sama księżna. W ciągu kilku dni granicę przekroczyło osiem tysięcy uchodźców, w tym wyswobodzonych więźniów. Nie przyjęto do kraju nazistów i kolaborantów w tym premiera Francji Vichy Pierre’a Lavala. Przez granicę Liechtensteinu w czasie całej wojny przeszło wielu dezerterów, a najpopularniejszy przykład dezercji na tereny księstwa miał miejsce w maju 1945 r.
W czasie II wojny światowej wzrósł również patriotyzm Liechtensteińczyków i pogłębiło się ich poczucie odrębności. Zamieszkanie monarchy w Vaduz pozwoliło na zbliżenie się z mieszkańcami, a uroczystości takie jak ślub Franciszka Józefa II i Georginy von Wilczek integrowały ludność i podnosiły nadzieję. W 1940 r. wigilię urodzin księcia Franciszka Józefa II 15 sierpnia ustanowiono Świętem Narodowym, którego obchody również stanowiły podłoże do budowania poczucia wspólnoty i odrębności narodu.

### Incydent w Hinterschellenbergu
W nocy z 2 na 3 maja 1945 r. miała miejsce największa dezercja na terytorium Liechtensteinu w czasie II wojny światowej. Pod osłoną nocy granicę księstwa w okolicy Hinterschellenbergu przekroczyło 494 żołnierzy Rosyjskiej Armii Wyzwoleńczej i cywilów (w tym 33 kobiety i dwoje dzieci). Wśród nich byli m.in. Boris Smysłowski-Holmston i książę Włodzimierz Kiryłowicz Romanow. Większość z nich była Rosjanami. Otrzymali oni azyl w Liechtensteinie, a większość z nich w następnych miesiącach skorzystało z repatriacji sowieckich. Jednak 130 Rosjan odmówiło powrotu do ZSRR, z kolei władze Liechtensteinu odmówiły władzom sowieckim ich ekstradycji, stając się jedynym państwem, które sprzeciwiło się w tej kwestii Stalinowi. Dezerterzy otrzymali możliwość podróży do dowolnego kraju na świecie w ciągu dwóch lat i większość z nich wyemigrowała do Argentyny. Na pamiątkę wydarzeń z maja 1945 r. we wsi Hinterschellenberg ustawiono kamień z tablicą.

### Wzgórze Ellhorn
W 1934 r. pojawiły się pierwsze plany nabycia od Liechtensteinu przez Szwajcarię wzgórza Ellhorn (752 m n.p.m.) położonego nad Renem w gminie Balzers. Miało ono charakter strategiczny, ponieważ blokowało dostęp do Sargans, gdzie znajdowały się ważne ośrodki armii szwajcarskiej. W 1938 r. Szwajcaria prowadziła rozmowy z władzami Liechtensteinu na temat przekazania Ellhornu. Strony doszły do porozumienia, jednak najprawdopodobniej w wyniku nacisków ze strony Rzeszy, w styczniu 1939 r. księstwo wycofało się z umowy, a Szwajcaria w odwecie zablokowała wprowadzenie umowy pozwalającej na przekraczanie granicy dla pracowników z Liechtensteinu oraz pożyczkę dla księstwa.

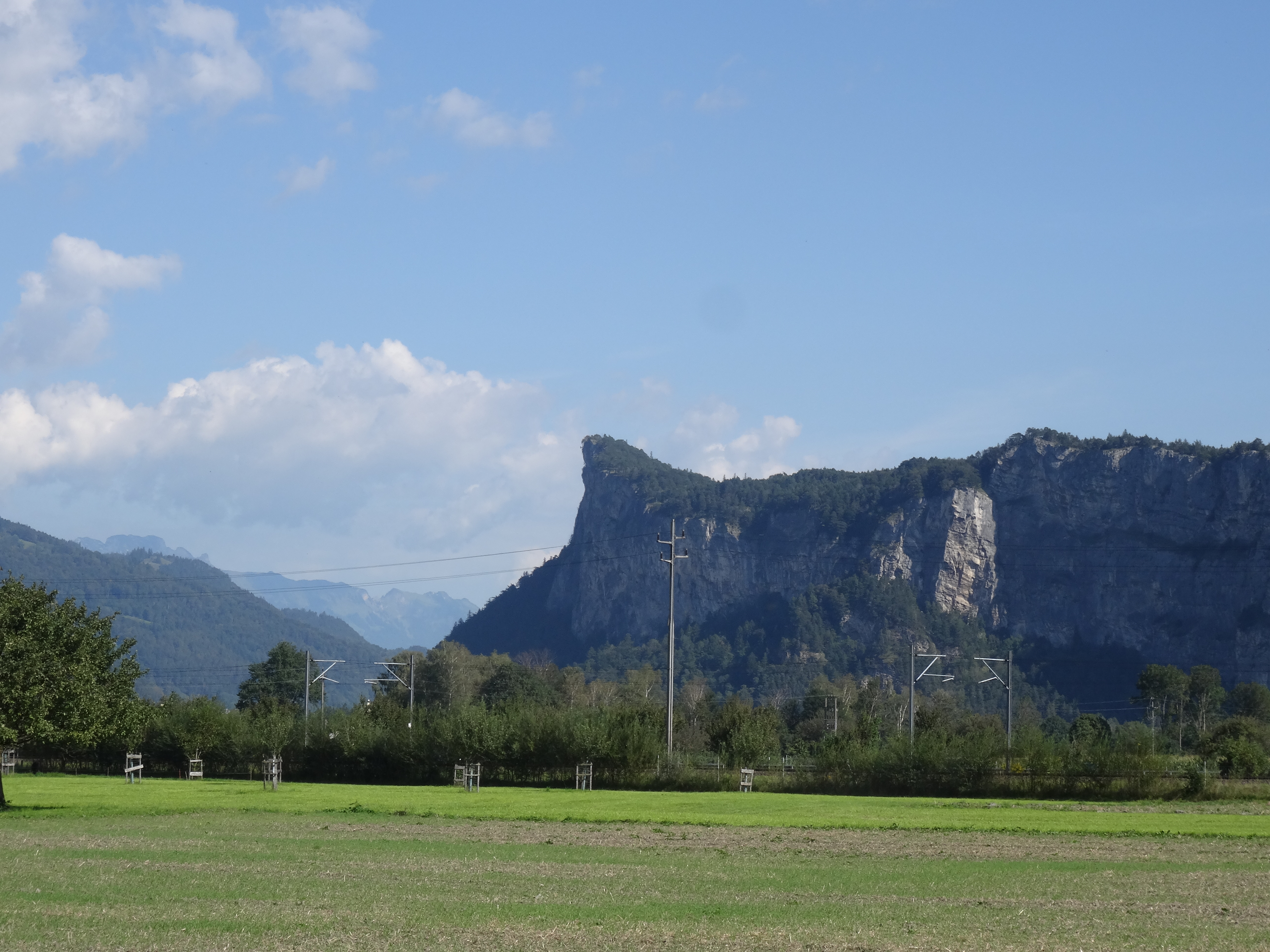
Wzgórze Ellhorn (752 m n.p.m.) należało do Liechtensteinu, a od 15 sierpnia 1949 r. na mocy traktatu granicznego należy do Szwajcarii. Miało zostać włączone do linii umocnień przy Sargans.

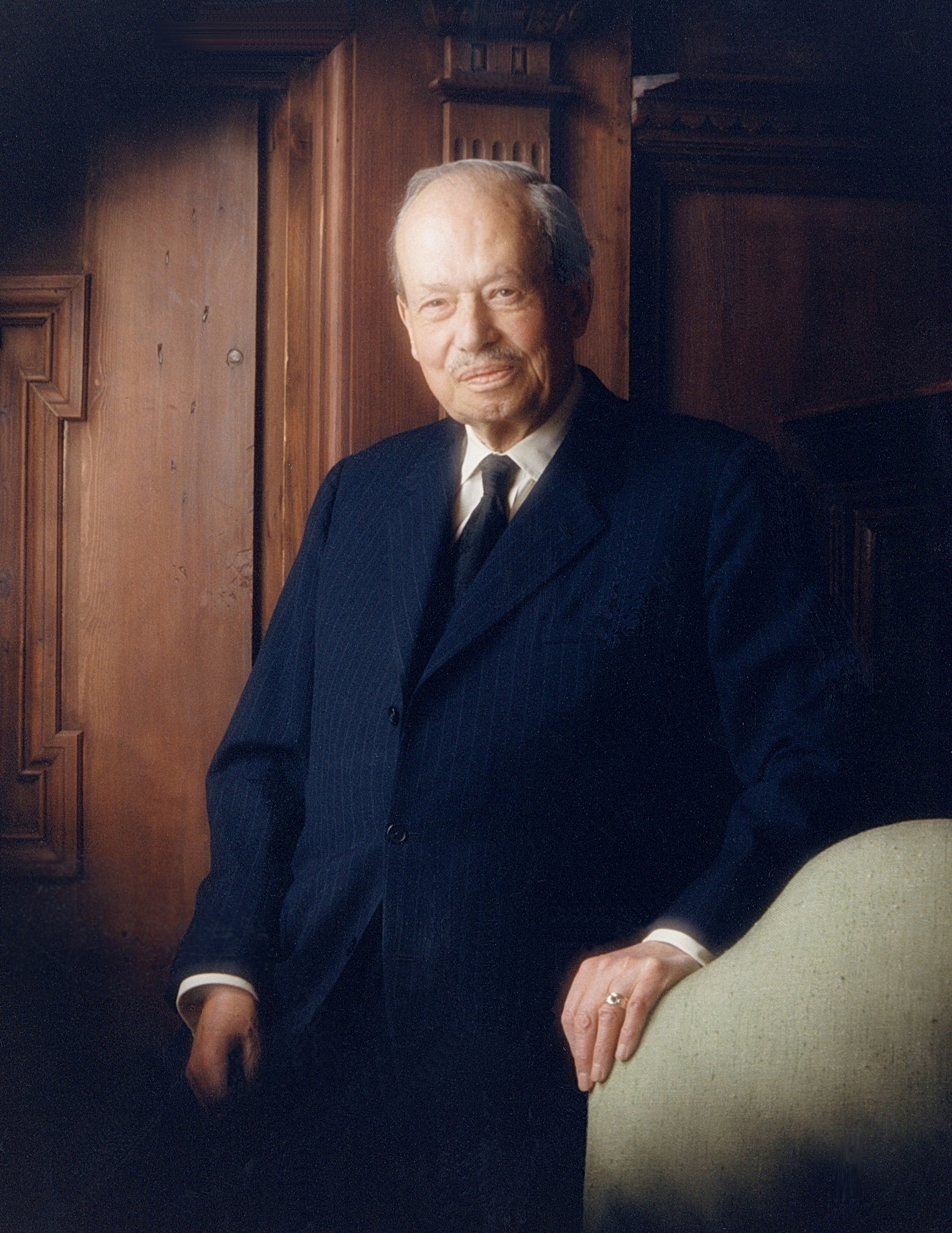
Franciszek Józef II (1906–1989), książę Liechtensteinu panujący w czasie II wojny światowej i powojennego rozkwitu gospodarczego księstwa

Temat wzgórza Ellhorn powrócił po II wojnie w 1947 r., kiedy Szwajcaria zagroziła Liechtensteinowi rozwiązaniem unii celnej w przypadku odmowy przekazania Ellhornu Konfederacji. 13 grudnia 1948 r. Landtag ugiął się pod presją i przyjął wymianę terytoriów, mimo sprzeciwu mieszkańców gminy Balzers wyrażonego w niewiążącym referendum. Zgodnie z traktatem granicznym z 15 sierpnia 1949 r. Liechtenstein otrzymał bardziej użytkową działkę o takiej samej powierzchni, w zamian za 45 ha ziemi ze wzgórzem Ellhorn. Ponadto dług Liechtensteinu wobec Szwajcarii został zmniejszony z 2,5 mln do 800 tys. franków szwajcarskich.

### Ożywienie gospodarcze i rozwój polityki zagranicznej w latach powojennych
Po II wojnie światowej rząd z Josefem Hoopem na czele podał się do dymisji, co wynikało z poróżnienia między rządem a Franciszkiem Józefem II. Powołano nowy rząd, a premierem został Alexander Frick z FBP. Po wojnie doszło do pokojowych wystąpień w Schaan, podczas których mieszkańcy domagali się rozliczenia nazistów i czystek wśród elit politycznych, zwłaszcza w partii VU, której niektórzy członkowie byli oskarżani o przychylność ideom nazistowskim. W szczególnym ogniu krytyki znalazł się wicepremier Alois Vogt, którego kontakty z gestapo wyszły na jaw w 1946 r. po ujawnieniu niemieckich dokumentów. Zlikwidowano VDBL i rozpoczęły się procesy wobec jego przywódców.
Druga połowa XX w. stanowiła w Liechtensteinie okres ożywienia gospodarczego i rozwoju demograficznego księstwa. W latach 1950–2003 populacja Liechtensteinu potroiła się z 12 141 do 34 905 mieszkańców. Prowadziło to do rozrostu sieci osadniczej i drogowej oraz procesów urbanizacji. Od zakończenia II wojny światowej znacznie rozwijały się usługi oraz przemysł lekki. Atrakcyjne warunki podatkowe, unia celna ze Szwajcarią oraz stabilny frank szwajcarski jako waluta pozwalały ściągać do Liechtensteinu zagraniczny kapitał. Gospodarka Liechtensteinu zaczęła opierać się na handlu zagranicznym, imporcie surowców i eksporcie różnorodnych produktów na rynki światowe. księstwo nie posiadając własnych zasobów surowców energetycznych było zmuszone importować energię elektryczną ze Szwajcarii. Najważniejszą jednak gałęzią gospodarki państwa stały się usługi, a w szczególności sektor bankowy. Jego rozwój zapewniły liczne ustępstwa podatkowe, dzięki którym państwo zyskało renomę raju podatkowego. Liczba firm mających siedzibę w Liechtensteinie od lat 30. do lat 90. XX wieku zwiększyła się 70-krotnie.
Znacząco rozwinęły się także kultura i nauka. W 1954 r. otwarte zostało muzeum narodowe, a w 1961 r. archiwum i biblioteka narodowa. Także w 1961 r. powstało technikum dzienne w Vaduz, które dało początek współczesnemu Uniwersytetowi Liechtensteińskiemu. Zreformowane zostało szkolnictwo i powstały nowe placówki oświatowe. 8 września 1985 roku odbyła się oficjalna wizyta Jana Pawła II w księstwie w ramach podróży apostolskiej do Szwajcarii i Liechtensteinu. Na spotkanie z papieżem w centrum sportowym Eschen-Mauren przybyło około 35 000 ludzi.
Koalicja FBP-VU przetrwała II wojnę światową i przez kolejne dekady funkcjonowały kolejne rządy koalicyjne, zapewniając dwóm ugrupowaniom duopol na władzę ustawodawczą. W latach 1962–1974 funkcjonowała Partia Chrześcijańsko-Społeczna (niem. Christlish-Soziale Partei, CSP), która złożyła skargę do trybunału dot. progu wyborczego. Sąd uznał, że osiemnastoprocentowy próg jest niezgodny z Konstytucją, a w wyniku referendum przeprowadzonego w 1973 r. obniżono próg wyborczy do 8%. Mimo tego partii nie udało się wejść do Landtagu i po wyborach z 1974 r. została rozwiązana. Po raz pierwszy duopol FBP-VU został przerwany w 1993 r., kiedy próg przekroczyło lewicowe ugrupowanie Wolna Lista (niem. Freie Liste, FL) i stało się trzecią siłą w Landtagu. Od tamtej pory deputowani FL nieprzerwanie zasiadają w Landtagu. W 1984 r. księstwo jako ostatnie państwo w Europie wprowadziło prawa wyborcze dla kobiet, co wiązało się z przystąpieniem Liechtensteinu do Rady Europy i ratyfikacją Europejskiej Konwencji Praw Człowieka.
Działania dyplomatyczne Liechtensteinu w drugiej połowie XX wieku prowadziły do akcesji do różnych organizacji międzynarodowych. Pozwalało to na potwierdzenie suwerenności księstwa i wzrost jego znaczenia na arenie międzynarodowej. Liechtenstein był sygnatariuszem aktu końcowego Konferencji Bezpieczeństwa i Współpracy w Europie wydanego 1 sierpnia 1975 r., a od 1995 r. należy do Organizacji Bezpieczeństwa i Współpracy w Europie. 23 listopada 1978 r. Liechtenstein stał się 21. państwem członkowskim Rady Europy, a 8 września 1982 r. Księstwo ratyfikowało Europejską Konwencję Praw Człowieka.

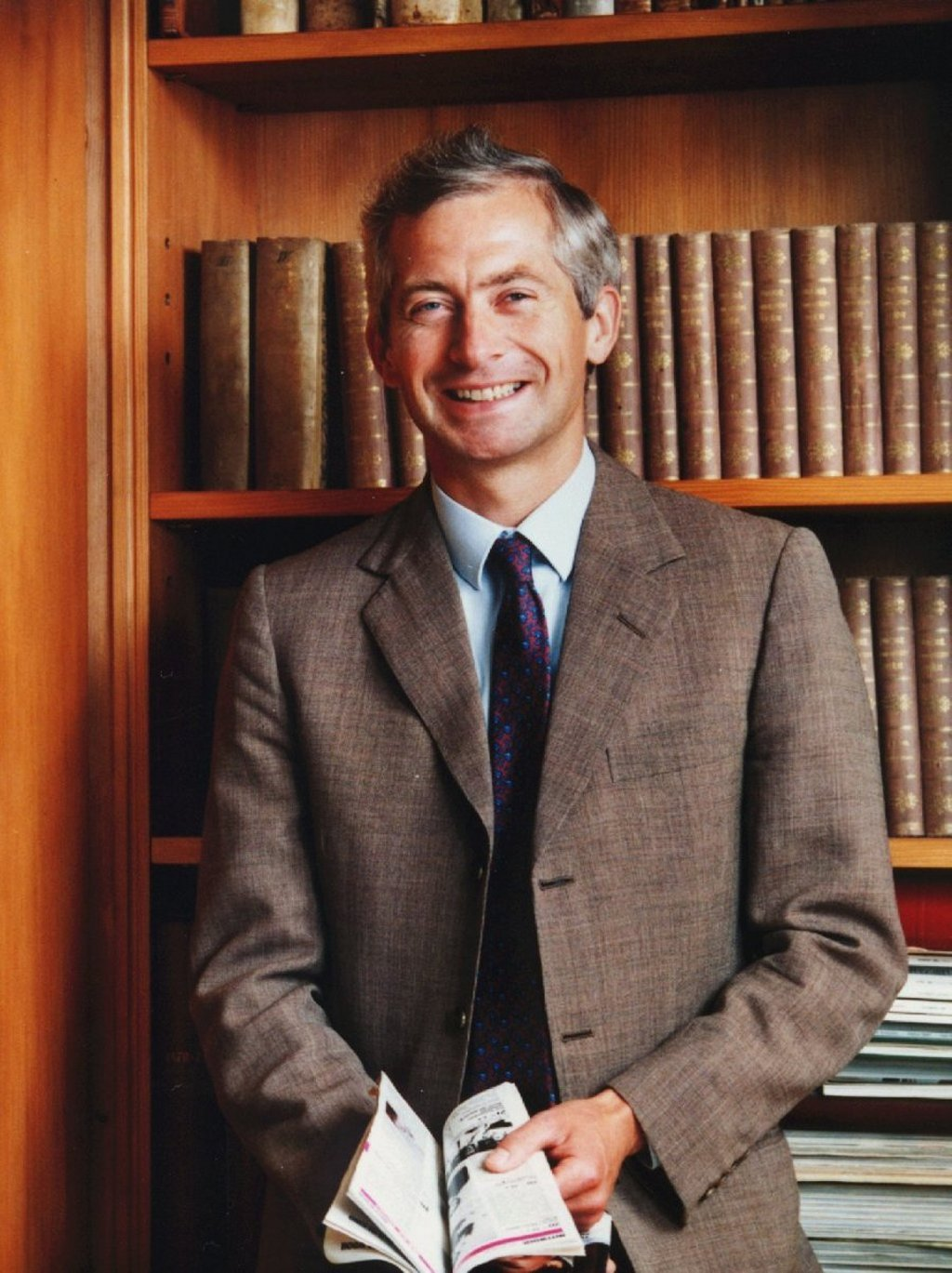
Jan Adam II (ur. 1945 r.), aktualnie panujący książę Liechtensteinu, za którego panowania Liechtenstein został państwem członkowskim ONZ i EOG, a w wyniku referendum w 2003 r. doszło do znacznego poszerzenia kompetencji monarchy.

13 listopada 1989 r. zmarł książę Franciszek Józef II, a władzę przejął jego syn Jan Adam II, który de facto rządził już państwem w charakterze koregenta od 1984 r. Dzięki staraniom nowego władcy 18 września 1990 r. Liechtenstein stał się 160. państwem członkowskim Organizacji Narodów Zjednoczonych. Księstwo jeszcze przed dołączeniem do ONZ było członkiem różnych organizacji podległych ONZ takich jak: Międzynarodowy Trybunał Sprawiedliwości, Światowy Związek Pocztowy, Międzynarodowy Związek Telekomunikacyjny, czy Międzynarodowa Agencja Energii Atomowej. 1 stycznia 1991 r. Liechtenstein dołączył do Europejskiego Stowarzyszenia Wolnego Handlu (EFTA).
11 grudnia 1992 r. odbyło się referendum w sprawie przystąpienia Liechtensteinu do Europejskiego Obszaru Gospodarczego, tydzień po analogicznym referendum w Szwajcarii. Podczas ustalania terminu głosowania doszło do sporu między Janem Adamem II, a Landtagiem. Książę chciał aby przesunąć referendum przed termin wyznaczony na głosowanie w sąsiedniej Szwajcarii, czemu sprzeciwiał się Landtag. Monarcha zagroził rozwiązaniem parlamentu i zdymisjonowaniem rządu, a w odpowiedzi doszło do pokojowej manifestacji przed gmachem rządu. Obie strony sporu doszły do porozumienia, a książę zgodził się na pozostawienie późniejszego terminu głosowania w zamian za gwarancję, że do akcesji do EOG dojdzie niezależnie od wyników głosowania w Szwajcarii. Był to najpoważniejszy kryzys polityczny po II wojnie światowej, a spór kompetencyjny między monarchą a Landtagiem spowodował rozpoczęcie prac nad wprowadzeniem zmian w Konstytucji. Ostatecznie Szwajcarzy odrzucili propozycję, a Liechtensteińczycy przyjęli. Wiązało się to z komplikacjami, ponieważ unia celna ze Szwajcarią wymagała dwustronnego porozumienia w sprawie przystąpienia przez księstwo do organizacji międzynarodowej, do której Konfederacja nie należy. Ostatecznie Liechtenstein dołączył do EOG 1 maja 1995 Natomiast 1 września tego roku księstwo dołączyło do Światowej Organizacji Handlu.
Wybory parlamentarne w lutym 1993 r. wygrała FBP, a premierem z jej ramienia został Markus Büchel. W wyniku konfliktu z władzami partii, którego przyczyną były kontrowersyjne decyzje personalne, Büchel został odsunięty od władzy. Landtag przegłosował wotum nieufności dla premiera 14 września 1993 r., a dymisję przyjął książę Jan Adam II, jednocześnie rozwiązując parlament i rozpisując nowe wybory, które odbyły się w październiku 1993 Büchel pozostawał na stanowisku do 15 grudnia 1993 r., kiedy powołano nowy rząd, na czele którego stanął Mario Frick z VU.
Od cichych wyborów w 1939 r. nieprzerwanie FBP i VU rządziły w kraju, tworząc kolejne rządy koalicyjne. Sytuacja uległa zmianie po wyborach w 1997 r., w wyniku których większość uzyskała VU, a następnie utworzyła pierwszy od 58 lat rząd większościowy, na którego czele stanął Mario Frick. Następne wybory w 2001 r. przyniosły kolejną zmianę, ponieważ tym razem większość mandatów trafiło do FBP. Po raz kolejny nie zawiązano koalicji, VU przeszła do opozycji, a FBP stworzyła rząd z premierem Otmarem Haslerem na czele.
2 grudnia 1997 roku mocą konstytucji apostolskiej papieża Jana Pawła II Ad satius consulendum dekanat Vaduz został wydzielony z diecezji Chur i wyniesiony do rangi archidiecezji. Arcybiskupem Vaduz został liechtensteiński biskup z Chur – Wolfgan Haas, a pierwszy ingres odbył się 21 grudnia 1997 roku. Kościół parafialny św. Floryna w Vaduz stał się archikatedrą.

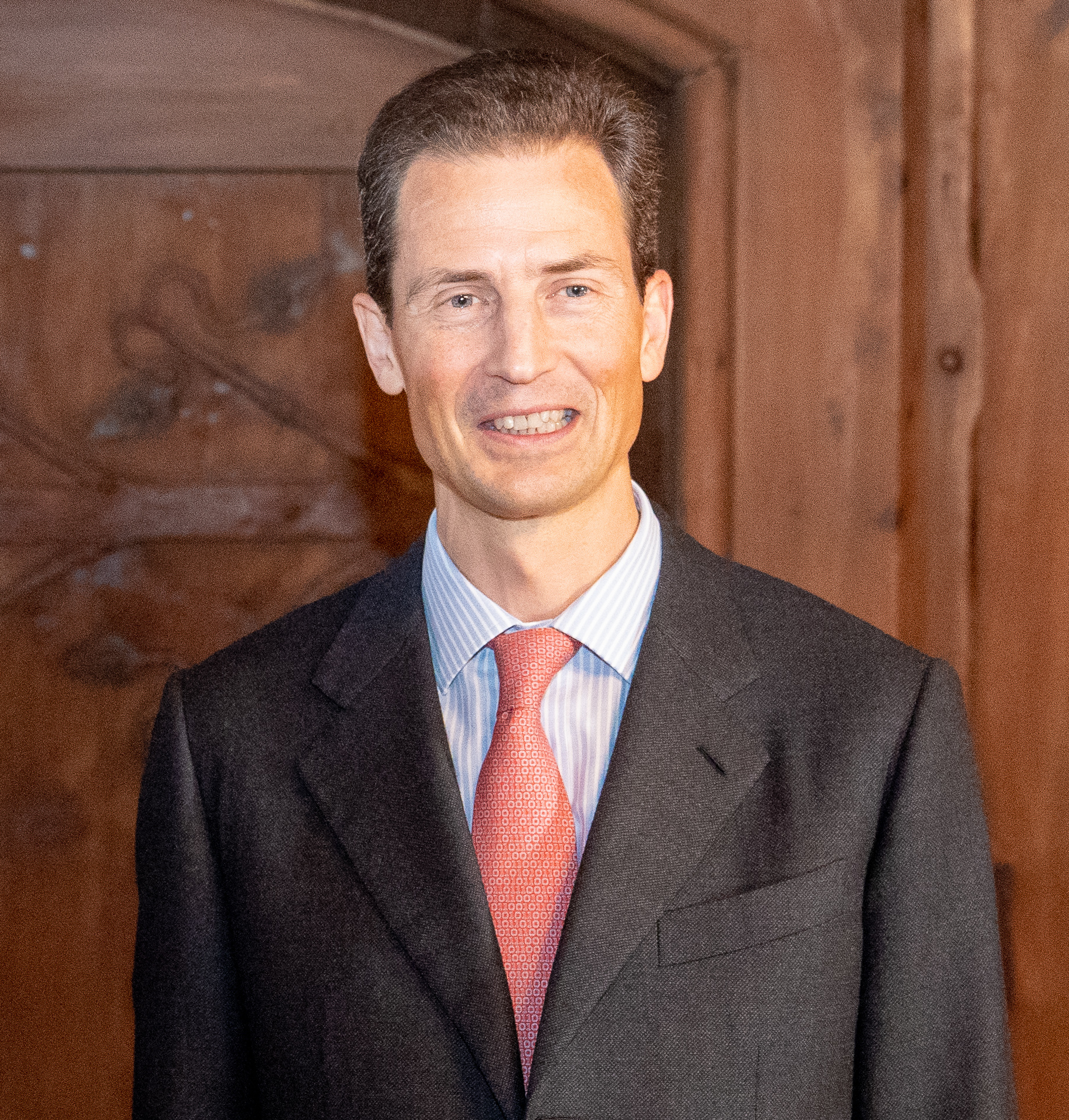
Alojzy (ur. 1968 r.), następca tronu Liechtensteinu, który od 2004 r. de facto sprawuje władzę w księstwie w charakterze koregenta

## Liechtenstein w XXI wieku (od 2001)

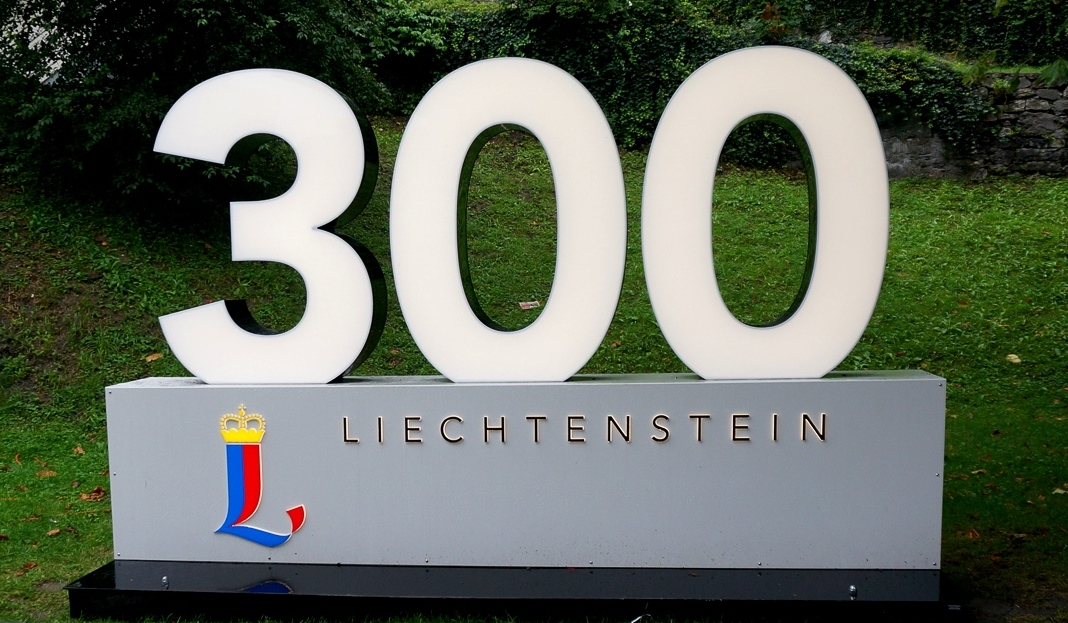
W 2019 r. w Liechtensteinie odbywały się obchody 300. rocznicy powstania księstwa

Księstwo Liechtensteinu po intensywnych przemianach gospodarczych w XX wieku jest współcześnie jednym z najbogatszych państw na świecie, pod względem wskaźnika PKB na mieszkańca. Według danych CIA Factbook z 2009 r. PKB per capita wynosi 139,1 tys. dolarów amerykańskich, co plasuje Liechtenstein na pierwszym miejscu wśród państw świata. Z kolei najnowsze dane Banku Światowego z 2019 r. podają wartość PKB per capita na poziomie 169,05 tys. dolarów amerykańskich, co z kolei daje księstwu drugie miejsce wśród państw świata, po Monako.
Zmiany w wewnętrznej polityce przyniosły wybory w 2005 r., w wyniku których FBP zdobyła 12 mandatów, VU – 10, a trzy pozostałe przypadły FL. Po dwóch kadencjach przerwy odnowiono koalicję FBP-VU, funkcjonującą w latach 1939-1997 i powołano nowy rząd, którego premierem został Otmar Hasler z FBP. Od tamtej pory po każdych kolejnych wyborach koalicja jest odnawiana i rządzi księstwem do dziś. Zmianie ulega jedynie stosunek ilości członków rządów z FBP i VU oraz przynależność partyjna premiera. Związane jest to z niepisaną zasadą koalicji, zgodnie z którą partii osiągającej wyższy wynik procentowy w wyborach przypada stanowisko premiera i dwóch członków rządu, a drugiej partii stanowisko wicepremiera i jeden członek rządu. Od 2005 r. FBP wygrywała jeszcze dwukrotnie w latach 2013 i 2017, wyznaczając na premiera Adriana Haslera, zaś VU wygrywała w latach 2009 i 2021, wyznaczając na premierów kolejno Klausa Tschütschera i Daniela Rischa.
15 sierpnia 2004 r. Jan Adam II przekazał swojemu synowi i następcy tronu Alojzemu część władzy, mianując go koregentem. Jan Adam II formalnie pozostał jednak głową państwa i nadal angażuję się w życie księstwa uczestnicząc w niektórych uroczystościach państwowych.
W nocy z 28 lutego na 1 marca 2007 r. doszło do incydentu militarnego, który przez media został określony „przypadkową inwazją”. Uzbrojeni żołnierze armii szwajcarskiej, podczas rutynowych ćwiczeń z powodu złych warunków pogodowych zgubili się i przekroczyli granicę księstwa. O incydencie poinformowała strona szwajcarska, a żołnierze nie zostali zauważeni przez mieszkańców.
19 grudnia 2011 r. Liechtenstein został 26. państwem członkowskim strefy Schengen.
W wyborach parlamentarnych w 2013 r. po raz pierwszy wystartowała nowa prawicowa partia – Niezależni (niem. Die Unabhängigen, DU), która powstała wokół Harry’ego Quaderera, byłego działacza VU. Osiągnęła ona rekordowy wynik – 15,4%, co przełożyło się na cztery mandaty. Był to najwyższy wynik partii opozycyjnej w historii wyborów do Landtagu. Niezależni zdobyli głównie głosy elektoratu VU, która zaliczyła spadek poparcie względem poprzednich wyborów aż o 14,1%. W kolejnym głosowaniu w 2017 r. DU uzyskali jeszcze większe poparcie – 18,4%, co dało opozycyjnemu ugrupowaniu rekordową liczbę pięciu mandatów. To w połączeniu z trzema mandatami FL, dawało rekordową liczbę mandatów dla opozycji i najmniejszy w historii udział koalicji FBP-VU w Landtagu. Stosunkowo młode ugrupowanie nie przetrwało jednak zbyt długo i w 2018 doszło do rozpadu, w wyniku którego powstała nowa partia Demokraci Liechtenstein (niem. Demokraten pro Liechtenstein, DPL). W wyborach parlamentarnych w 2021 r. do Landtagu nie dostali się DU, a czwartą siłą polityczną po koalicji rządowej i FL zostało DPL.
21 października 2024 r. Liechtenstein został 191. państwem członkowskim Międzynarodowego Funduszu Walutowego.

### Zwiększenie kompetencji konstytucyjnych monarchy
Od czasów kryzysu politycznego z 1992 r. wywołanego sporem kompetencyjnym między księciem Janem Adamem II, a Landtagiem w kwestii prawa międzynarodowego, trwał w księstwie spór konstytucyjny. Efektem konfliktu było referendum konstytucyjne, które odbyło się 14 marca 2003 r. Mieszkańcy głosowali nad zmianami proponowanymi przez Jana Adama II, który zagroził, że w przypadku przegranej w głosowaniu wyprowadzi się z Liechtensteinu do Wiednia. Ostatecznie reformy zostały przyjęte, a „za” głosowało 64,3% obywateli. Jednocześnie w tym samym referendum obywatele mogli głosować za zmianami ograniczającymi kompetencje władcy, jednak ograniczenie poparło zaledwie 16,6% obywateli. Zmiany znacznie poszerzały kompetencje głowy państwa dając mu prawo do wetowania każdego nowowprowadzonego prawa, a także możliwość wyboru sędziów. Jednocześnie wprowadzono zapisy o możliwości do wystąpienia danej gminy z księstwa za pomocą referendum, którego Książę nie mógłby zawetować, oraz do zmiany ustroju również na drodze referendum.
Zmiany spotkały się z krytycznymi reakcjami w Europie. Zachodnie media (np. BBC) nazywały zmiany ustrojowe „dążeniem do absolutyzmu” lub wprost pisały o monarchii absolutnej w księstwie. Reforma konstytucyjna została również skrytykowana przez komisję wenecką, która w raporcie określiła ją jako „niezgodne z europejskimi standardami demokracji”.
W 2011 r. po raz kolejny doszło do debaty nad kompetencjami monarchy, kiedy przed referendum dotyczącym prawa do aborcji do dwunastego tygodnia ciąży monarcha zapowiedział, że nawet jeśli inicjatywa zostanie przegłosowana to on ją zawetuje. Ostatecznie projekt został odrzucony głosami 52,3% obywateli, jednak wypowiedzi Księcia wywołały kontrowersje w niektórych środowiskach. Spowodowało to kolejną inicjatywę i rozpisanie referendum w 2012 r. dotyczącego ograniczenia prawa Księcia do weta. Podobnie jak w 2003 r. również i wtedy Książę zagroził opuszczeniem państwa, w przypadku ograniczenia jego praw. Obywatele w głosowaniu, które miało miejsce 1 lipca 2012 r. w znaczącej większości – 76,1%, opowiedzieli się przeciwko zmianom.